# Emirates
Az Emirates (arabul: طَيَران الإمارات) az Egyesült Arab Emírségek két nemzeti légitársaságának egyike (a másik az Etihad). A légitársaság székhelye a dubaji Garhoudban található. A légitársaság a The Emirates Group leányvállalata, amely teljes egészében a dubaji kormány kezében lévő Investment Corporation of Dubai tulajdona. 2019-ig bezárólag a Közel-Kelet legnagyobb légitársasága is volt, hetente több mint 3600 járatot üzemeltetett a dubaji nemzetközi repülőtér 3-as terminálján lévő központjából. Közel 300 repülőgépből álló flottájával 6 kontinens 80 országának több mint 150 városába közlekedik. A teherszállítási tevékenységet az Emirates SkyCargo végzi.
Az Emirates a világ negyedik legnagyobb légitársasága a repült utaskilométerek alapján, és a második legnagyobb a teheráru-szállításban a tonnák száma alapján.
Az 1980-as évek közepén a Gulf Air csökkenteni kezdte a Dubajba irányuló járatait. Ennek eredményeként 1985. március 25-én a dubaji uralkodói család támogatásával létrejött az Emirates, a Pakistan International Airlines pedig a légitársaság első két repülőgépét biztosította. A 10 millió dolláros induló tőkével állami támogatástól függetlenül kellett működnie. A Pakistan International Airlines ingyenes képzési lehetőséget biztosított az Emirates légiutaskísérőinek a karacsi repülőtéren. A légitársaságot Ahmed bin Saeed Al Maktoum, a légitársaság jelenlegi elnöke vezette. Az alapítását követő években a légitársaság mind flottáját, mind úticéljait bővítette. 2008 októberében az Emirates a teljes működését a dubaji nemzetközi repülőtér 3-as termináljára helyezte át.
Az Emirates vegyesen üzemeltet Airbus és a Boeing szélestörzsű repülőgépeket, és egyike azon kevés légitársaságoknak, amelyek kizárólag széles törzsű repülőgépeket használ (az Emirates Executive kivételével). 2021 decemberéig az Emirates az Airbus A380-as típus legnagyobb üzemeltetője 119 üzemben lévő repülőgéppel, egy repülőgépet pedig már kivontak a forgalomból. Bevezetése óta az Airbus A380-as az Emirates flottájának szerves részévé vált, különösen a hosszú távú, nagyobb forgalmú útvonalakon. Az Emirates a világ legnagyobb Boeing 777-es üzemeltetője is egyben, 134 repülőgéppel.
Az Emirates felépített egy erős márkanevet a légiközlekedés vezetőjeként, mind kiszolgálásban, mind növekedésben. Minden évben a legjobb légitársaságokat rangsoroló listák élmezőnyében szerepel, 2013-ban a világ legjobb légitársaságaként ítélték meg. A vállalat szlogenjei a következők voltak: "Be good to yourself and fly Emirates"', "From Dubai to destinations around the world", "Fly Emirates Keep Discovering", "The finest in the sky", "Hello Tomorrow"; a jelenlegi szlogen "Fly Emirates, Fly Better".

## Története

### Alapítás
Az 1980-as évek közepén a Gulf Air csökkenteni kezdte a Dubajba irányuló járatait, mivel attól tartott, hogy más légitársaságok számára regionális betétjáratokat biztosít. Ennek eredményeként az Emirates légitársaság 1985 márciusában a dubaji uralkodói család támogatásával jött létre, és 10 millió dollártól eltekintve a kormányzati támogatásoktól függetlenül kellett működnie. A Pakistan International Airlines nagy szerepet játszott az Emirates légitársaság létrehozásában azzal, hogy technikai és adminisztratív segítséget nyújtott az új fuvarozónak, valamint egy új Boeing 737-300-ast és egy Airbus A300B4-200-ast adott ajándékba. A királyi család "Dubai Royal Air Wing" társasága két használt Boeing 727-200 Adv-t is biztosított a légitársaságnak. A légitársaság első járata, az EK600-as járat 1985. október 25-én indult az Egyesült Arab Emírségekbeli Dubajból a pakisztáni Karacsiba.

### Első évek

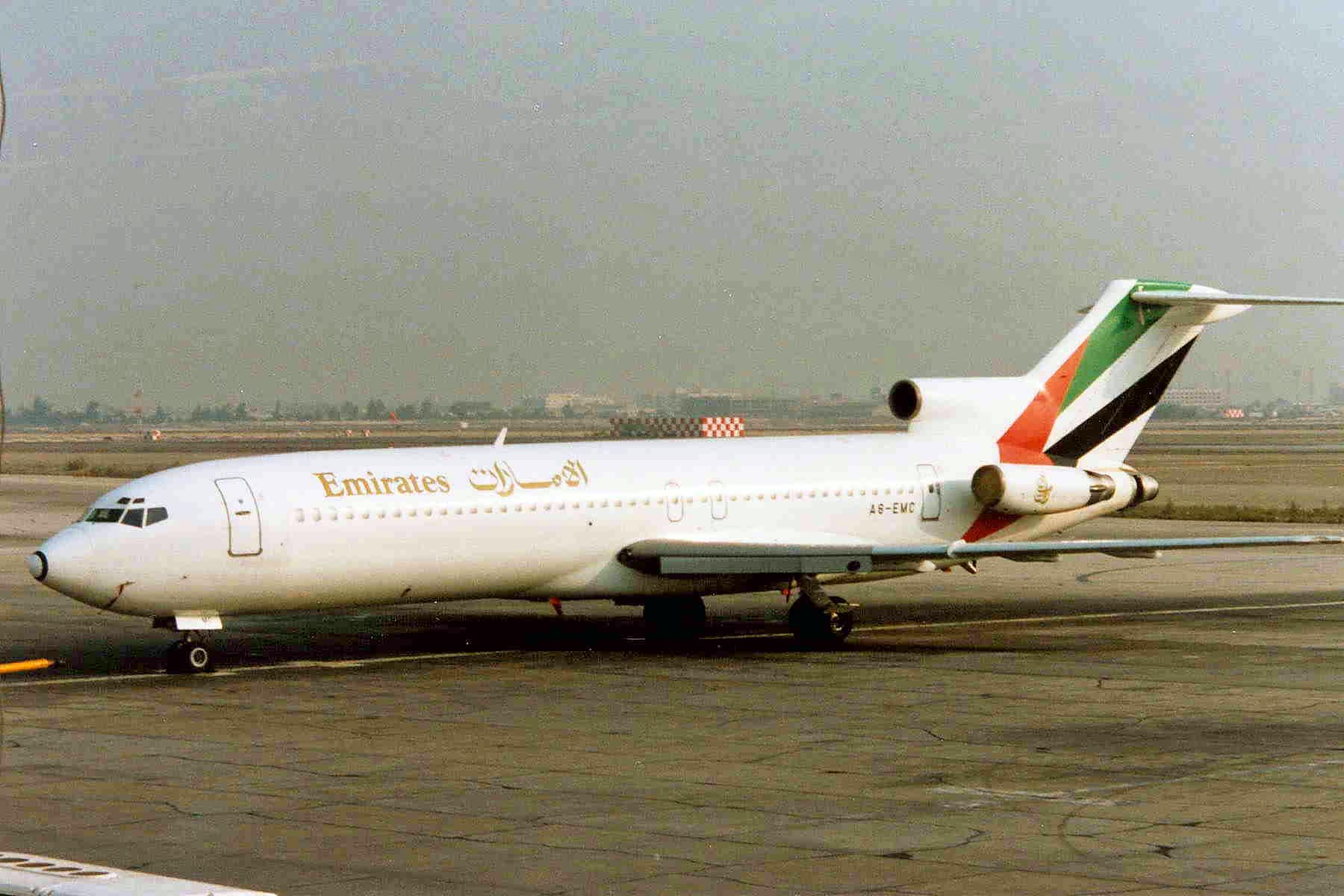
Az Emirates Boeing 727-200-as repülőgépe a dubaji nemzetközi repülőtéren (1991)

Az új légitársaság vezérigazgatójává Maurice Flanagant nevezték ki, aki korábban a British Airwaysnél, a Gulf Airnél és a BOAC-nál dolgozott, és akkoriban a Dnata-t felügyelte. A légitársaságnál Ahmed bin Saeed Al Maktoum sejk (mint elnök) és Tim Clark, az Emirates jelenlegi elnöke csatlakozott hozzá. A jelenlegi elnök, Ahmed bin Saeed Al Maktoum sejk azóta megörökölte a vezérigazgatói szerepet. Az első évben mintegy 260 000 utast és 10 000 tonna árut szállított az Emirates. A légitársaság korai sikereire rávilágít, hogy a Gulf Air az Emirates működésének első évében 56%-os nyereségcsökkenést, a következő évben pedig veszteséget szenvedett el.
1986-ra a légitársaság olyan célállomásokkal bővítette útvonalhálózatát, mint Colombo, Dakka, Ammán és Kairó. 1987-ben egy második Boeing 727-est vásároltak a dubaji kormánytól, és egy A300-ast ideiglenesen a Kuwait Airways egy másik példányával helyettesítettek. Július 3-án az Emirates megkapta első megvásárolt repülőgépét, egy Airbus A310-est (lajstromjel: A6-EKA), és két példányával 1987. július 6-án elindította a napi non-stop járatokat London Gatwickbe. A légitársaság 1987-ben Isztambulon keresztül Frankfurttal és Maléval (Maldív-szigetek) bővítette kínálatát. 1987 végére az Emirates 11 célállomást szolgált ki. Ezt követte 1989-ben a távol-keleti piacra való terjeszkedés: Bangkokba, Manilába és Szingapúrba indítottak járatokat, 1991-ben pedig Hongkongba. Működésének első évtizedében az Emirates erős, átlagosan 30%-os növekedést ért el.

### Robbanásszerű növekedés
Az 1990-es évek elejére az Emirates a világ leggyorsabban növekvő légitársaságai közé tartozott; bevételei évente körülbelül 100 millió dollárral nőttek, és 1993-ban megközelítették az 500 millió dollárt. A légitársaság ugyanebben az évben 1,6 millió utast és 68 000 tonna rakományt szállított.
Az Öbölháború kitörésével az Emirates üzleti tevékenysége megnőtt, mivel a háború miatt más légitársaságok nem tartózkodtak a térségben; ez volt az egyetlen légitársaság, amely a háború utolsó tíz napján folytatta a repülést. A konfliktusokat követően összesen 92 légitársaság repült a nemzetközi piacokra, és az Emirates hazai bázisán éles versennyel nézett szembe. Az 1990-es évek közepén évente mintegy hárommillió utast szállított a dubaji nemzetközi repülőtérre. Az Emirates az 1990-es évek végén folytatta a terjeszkedést. A növekvő cargo üzletág a légitársaság teljes bevételének 16 százalékát tette ki.
Az Emirates 1993 őszétől, a US Airways-szel kötött partnerséget követően kezdte meg a világ körüli járatok üzemeltetését. Korábban a Cyprus Airways-szel álltak partnerségben.
1995-re a légitársaság flottája hat Airbus A300-asra és nyolc Airbus A310-esre bővült, és a hálózatot 30 ország 37 célállomására bővítette. 1996-ban a légitársaság megkapta első Boeing 777-200-as repülőgépét, amelyet nem sokkal később hat Boeing 777-200ER követett. A 777-esek érkezése lehetővé tette az Emirates számára, hogy 1996-tól kezdve folytassa a szingapúri járatot Melbourne-be (a járat rövid ideig Dubaj-Jakarta-Melbourne járatként üzemelt, majd a nyereségtelenség miatt leállították; az Emirates csak 2006-ban kezdte újra nonstop kiszolgálni Jakartát), amely az Emirates számára nagyon nyereséges útvonallá vált, és új ausztráliai célállomásokkal bővült. 1998-ban elindult az Emirates Sky Cargo. Bár az Emirates mindig is nyújtott teherszállítási szolgáltatást az utasszállító repülőgépeinek kapacitását kihasználva, ezt most kibővítették az Atlas Air légitársasággal kötött repülőgép-, személyzeti, karbantartási és biztosítási bérleti szerződéssel, kezdetben egyetlen Boeing 747-200-as teherszállító repülőgépre.
1998 májusában az Emirates 70 millió dollárt fizetett a Srí Lanka-i kormánynak a SriLankan Airlines (akkori nevén Air Lanka) 43,6%-os részesedéséért. Az üzlet részeként az Emirates 10 éves szerződést kapott a SriLankan irányítására. 2008 januárjában az Emirates bejelentette, hogy 2008. áprilisi hatállyal megszünteti az üzemeltetési szerződést. Az Emirates ezt követően eladta a légitársaságban lévő részesedését a Srí Lanka-i kormánynak egy 2010-ben véglegesített, 150 millió dollárra becsült üzlet keretében, és ezzel megszűnt a két légitársaság közötti kapcsolat.

### Emirates a 21. században
2000-ben az Emirates huszonöt Boeing 777-300-asra, nyolc Airbus A340-500-asra, három Airbus A330-200-asra és huszonkét darab emeletes A380-asra adott le megrendelést. A légitársaság növekedésével párhuzamosan 2000-ben elindult a Skywards nevű törzsutasprogramja is. Az év vége felé az Emirates hosszú távú járatok indítását tervezte az Egyesült Államok keleti és nyugati partjára, valamint non-stop járatok indítását Ausztráliába és Brazíliába. 2002-ben az Emirates utasainak száma 18%-kal, több mint 6,8 millióra nőtt az előző évhez képest.
A 2001-02-es pénzügyi év nagyon nehéznek bizonyult az Emirates számára; az egyik legnehezebbnek a légitársaság számára. Az eladásokat kezdetben a recesszió, később pedig a colombói repülőtér bombázása befolyásolta. A bombázás a SriLankan Airlines tizenkét repülőgépéből hármat megsemmisített, három másik repülőgépet pedig megrongált. Néhány hónappal később a szeptember 11-i New York-i merényletek miatt több ezren törölték és halasztották el az utazási terveket. Az Emiratesnek forrást kellett találnia az események miatt megnövekedett, több milliárd dolláros biztosítási fedezetére. A foglalások jelentősen csökkentek, és a nyereségesség eltűnt. A légitársaság létszámstopot jelentett be, de nem hajtott végre elbocsátásokat. A légitársaság más célállomásokra is csökkentette a járatsűrűséget. A térség instabil helyzete azonban az Emirates számára előnyös volt, mivel a nemzetközi légitársaságok csökkentették a Dubajba irányuló járatokat, és csökkentették a versenyt.
A 2003-as Párizsi légiparádén az Emirates 71 repülőgépre szóló megrendelést írt alá 19 milliárd dollár értékben. A megrendelés további 21 darab Airbus A380-800-asra szóló szilárd vételi megrendelést és két A380-800-asra szóló lízingmegrendelést tartalmazott. Az Emirates emellett 26 Boeing 777-300ER repülőgépre vonatkozó operatív lízingmegrendelést is bejelentett.
2004-ben az Emirates új Airbus A340-500-as repülőgépeivel megkezdte a New York-i John F. Kennedy nemzetközi repülőtérre irányuló non-stop járatokat. Ezek a járatok jelentették a non-stop légi járatok újraindítását az Egyesült Arab Emírségek és az Egyesült Államok között, miután a Delta Air Lines 2001-ben visszavonta járatait, és 2007-ben újraindította azokat. Ugyanebben az évben az Emirates 100 millió fontos szerződést kötött az angol Premier League-ben szereplő Arsenal labdarúgócsapattal, amely a 2006/07-es szezontól kezdődően 15 évre szóló névhasználati jogokat az új stadionra és nyolc évre szóló mezszponzorálást tartalmaz. 2005-ben az Emirates 42 Boeing 777-es repülőgépet rendelt egy 9,7 milliárd dolláros üzlet keretében, ami a Boeing 777-esek történetének legnagyobb megrendelése.
Az Emirates folyamatosan nyerte el a Dél-Ázsiából Észak-Amerikába irányuló forgalmat, lehetővé téve az utasok számára, hogy megkerüljék a British Airways, a Lufthansa és az Air France csomópontjait, és helyette a dubaji nemzetközi repülőtéren szálljanak át. Dél-Ázsia továbbra is fontos régió maradt az Emirates hálózata számára. Pakisztán volt az első ország, ahová járatokat indítottak, és azóta az Emirates öt célállomásra közlekedik az országban. India volt a második ország, ahová az Emirates járatokat indított, és az Emirates bővíti ottani hálózatát. Az Emirates a legnagyobb nemzetközi légitársaság Indiában, és hetente több mint 185 járatot üzemeltet 10 városba.
Az Emirates 2007-ben São Paulóba indított járatával megkezdte az első non-stop járatot a Közel-Kelet és Dél-Amerika között, illetve megkezdte a dubaji repülőtéren található 120 millió dolláros Flight Catering Centre üzemeltetését is. 2009-ben az Emirates lett a világ legnagyobb Boeing 777-es üzemeltetője a típus 78. példányának átadásával. 2010-ben, a Farnborough Airshow-n a légitársaság 30 darab Boeing 777-esre adott le megrendelést 9,1 milliárd dollár értékben, amivel a repülőgépekre fordított összes kiadás meghaladta a 25 milliárd dollárt. 2011-ben, a Dubai Air Show-n az Emirates újabb 50 darab 777-esre adott le megrendelést, mintegy 18 milliárd dollár értékben.

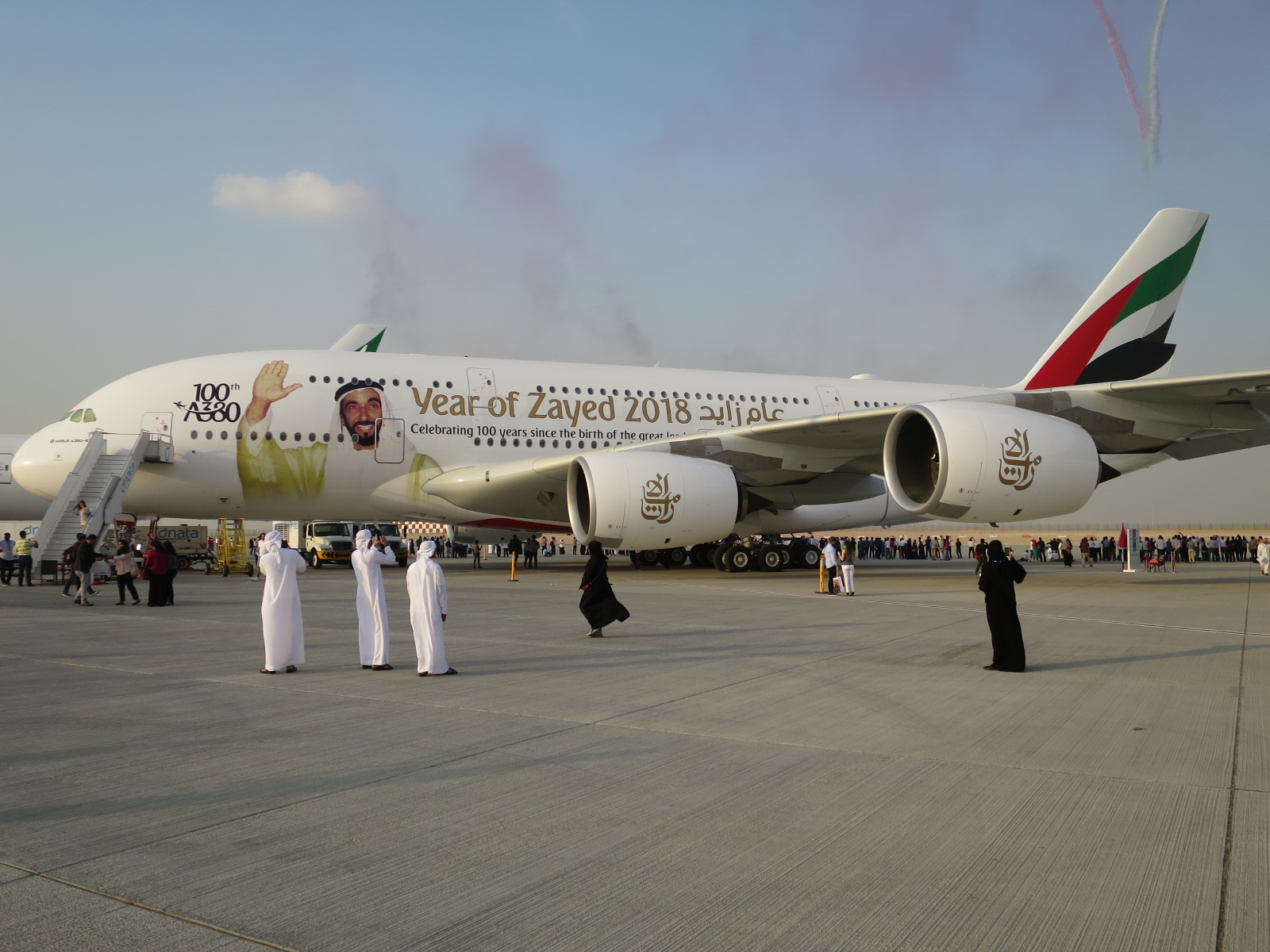
Az Emirates 100. A380-as repülőgépe a 2017-es Dubai Air Show-n

Az Emirates növekedése bírálatokat váltott ki olyan légitársaságok részéről, mint a Lufthansa és az Air Canada, akik szerint az Emirates tisztességtelen előnyökkel rendelkezik. A Lufthansa folyamatosan lobbizott a német kormánynál, hogy korlátozza az Emirates németországi terjeszkedését, és 2004 óta nem engedélyezte, hogy az Emirates Berlinbe és Stuttgartba indítson járatokat. Hasonlóképpen az Air Canada is ellenezte az Emirates kanadai terjeszkedését. A vitára az Egyesült Arab Emírségek és Kanada kormányai is felfigyeltek, és a két kormány számos tárgyalása ellenére az Emirates nem kapott több leszállási jogot Kanadában Torontón kívül, és megtagadták a Calgaryba és Vancouverbe történő terjeszkedést. Az Emirates-et a személyzetének kihasználása miatt is bírálták. A Wall Street Journal 2015-ös jelentésében "egy tucatnyi jelenlegi és volt Emirates-pilóta, valamint az Egyesült Arab Emírségek légiközlekedési tisztviselői ... azt mondták, hogy a pilóták több órát repülnek, mint korábban, és a betegség vagy fáradtság bejelentésére vonatkozó megterhelő eljárásoknak vannak kitéve, ami elriasztja őket attól, hogy ezt tegyék". A jelentés szerint a légitársaság gyakran aluljelentette a pilóták szolgálati idejét az Általános Polgári Repülési Hatóságnak.
2012. szeptember 6-án bejelentették, hogy az Emirates és a Qantas 10 évre szóló megállapodást írt alá egy jelentős szövetség létrehozásáról, amelynek értelmében a Qantas európai járatainak központját Szingapúrból a dubaji nemzetközi repülőtérre helyezi át, és megszünteti a British Airways-szel kötött, 17 éves bevételmegosztási megállapodását az Ausztrália és Nagy-Britannia közötti járatokra vonatkozóan. Az Emirates arra is törekedne, hogy a szövetség révén növelje a más európai célállomásokra közlekedő útvonalain utazó utasainak számát, az Emirates utasai pedig hozzáférést kapnának a Qantas több mint 50 célállomásból álló ausztrál belföldi hálózatához. A Qantas Sydneyből és Melbourne-ből is elindította a napi Airbus A380-as járatokat Dubajon keresztül Londonba, ami azt jelenti, hogy a két légitársaság együttesen heti 98 járatot biztosít Ausztráliából az Emirates légiközlekedési központjába. A Qantas lett az egyetlen másik légitársaság, amely a dubaji nemzetközi repülőtér 3-as terminálján üzemel. A légitársaságok összehangolták törzsutasprogramjaikat, beleértve azt is, hogy az Emirates egy új, a Qantas platina szintjéhez hasonló szintet vezetett be. 2013 augusztusától a két légitársaság közötti partnerség magában foglalta a kódmegosztást, az összehangolt viteldíjakat és a törzsutas-kedvezményeket az utasok számára, valamint a közös új-zélandi hálózat megnyitását augusztus 14-én. A Qantas saját repülőgépeivel 2018 márciusától megszüntette a Dubajba irányuló járatokat, a partnerség azonban folytatódik, és a két légitársaság engedélyt kért annak 2023-ig történő meghosszabbítására.

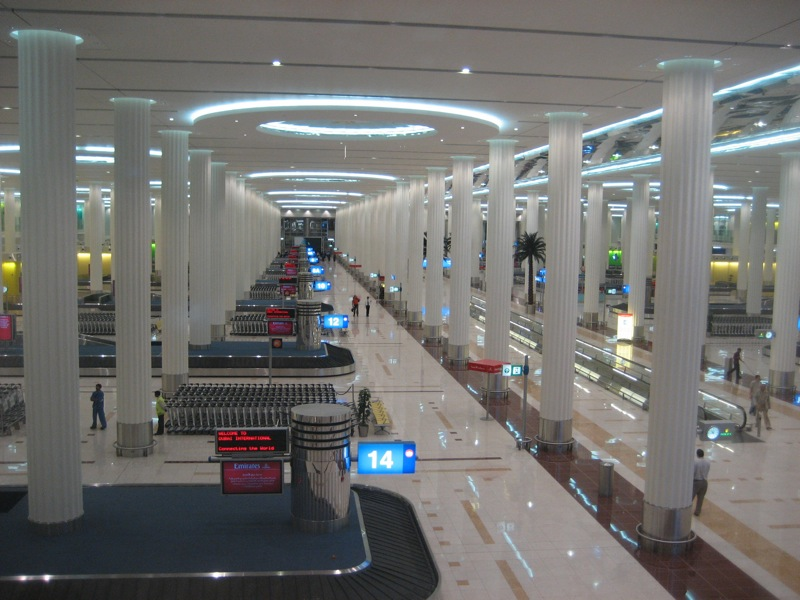
A 3-as terminál érkezési csarnokában lévő poggyászkiadó terület

A 2013-as Dubai Air Show-n az Emirates légiközlekedési megrendelések történelmét írta be azzal, hogy 150 Boeing 777X és 50 Airbus A380 repülőgépre adott le megrendelést, amelynek becsült értéke 166 milliárd dollár. A 777X szállítások a tervek szerint 2020-ban kezdődnek meg, a régebbi repülőgépek leváltásával és a növekedés útjának előkészítésével - mondta az Emirates elnök-vezérigazgatója, Ahmed Bin Saeed Al Maktoum sejk.

#### Dubai nemzetközi repülőtér 3-as terminál
A Dubaji Nemzetközi Repülőtér 3-as terminálja 4,5 milliárd dollárból épült kizárólag az Emirates számára, és hivatalosan 2008. október 14-én nyitotta meg kapuit. A 3-as terminál a világ második legnagyobb alapterületű épülete, több mint 1 713 000 m2 (423 hektár) területtel. Ez a második a Boeing Everett gyár után. 43 millió utas éves kapacitása van. Az új A csarnok 2013. január 2-án nyílt meg, és kizárólag az A380-800-as számára készült. 2011 májusában Paul Griffiths, a dubaji repülőterek vezérigazgatója bejelentette, hogy az Emirates végül átveszi B és A csarnok mellett a C csarnok üzemeltetését is.

## Vállalatirányítás

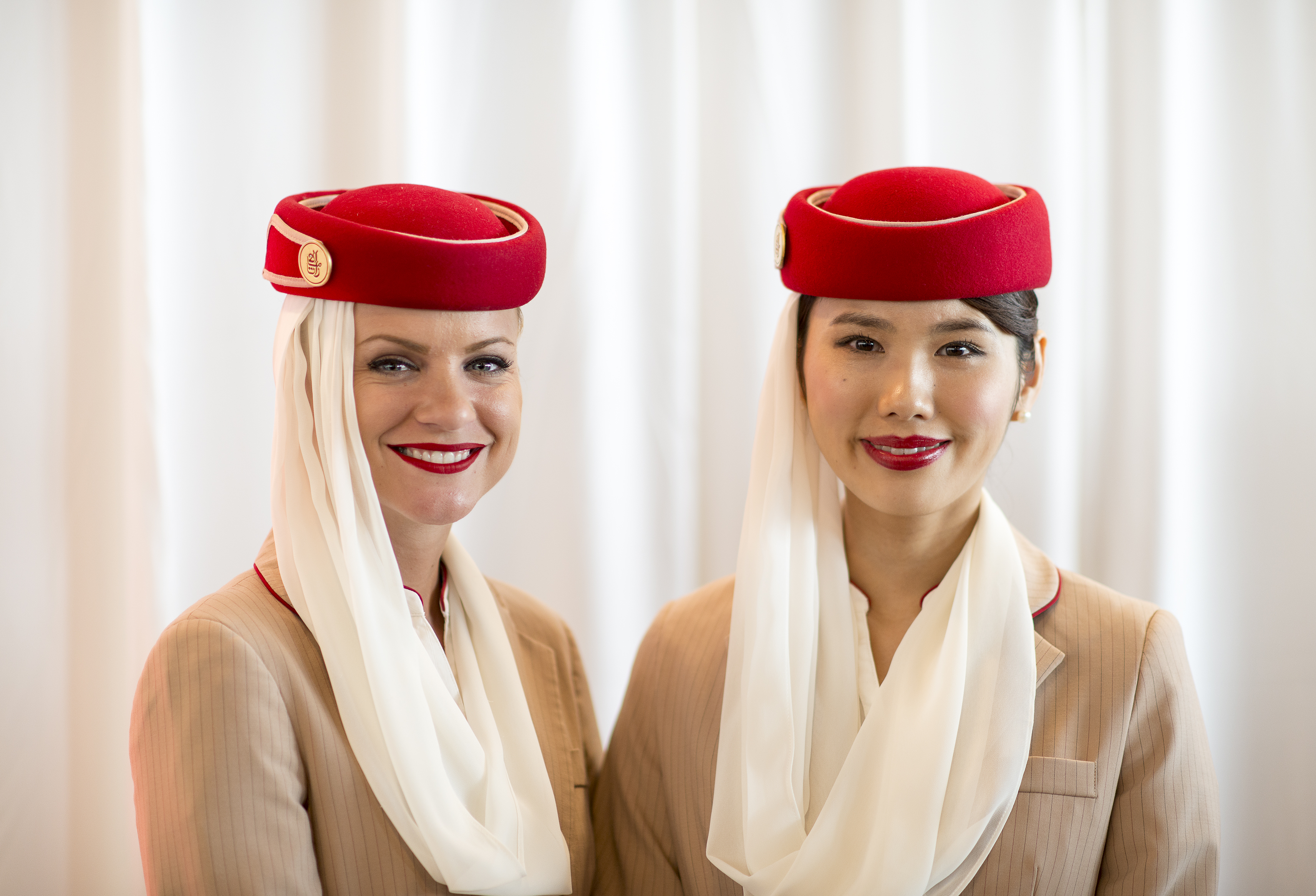
Emirates légiutaskísérők

A légitársaság a The Emirates Group leányvállalata, amely maga is a dubaji kormány befektetési társaságának, az Investment Corporation of Dubai-nak a leányvállalata. A légitársaság a második év kivételével minden évben nyereséget ért el, és a növekedés soha nem csökkent évi 20% alá. Az első 11 évben 3,5 évente megduplázódott a mérete, azóta pedig négyévente.
2015-ben az Emirates 2,6 milliárd AED (708 millió USD) értékben fizetett osztalékot, míg 2014-ben 1 milliárd AED (272 millió USD) értékben. A kormány 14,6 milliárd AED-et szerzett az Emirates-től az osztalékfizetés 1999-es megkezdése óta, mivel a légitársaság indulásakor 10 millió USD induló tőkét és mintegy 80 millió USD további befektetést biztosított. A dubaji kormány a vállalat egyedüli tulajdonosa, de nem tesz bele új pénzt, és nem szól bele a légitársaság működtetésébe sem.

### Struktúra és foglalkoztatás
Az Emirates a kapcsolódó iparágak és ágazatok, köztük a repülőtéri szolgáltatások, a mérnöki tevékenység, a vendéglátás és az utazásszervezői tevékenység terén is diverzifikálta tevékenységét. Az Emiratesnek hét leányvállalata van, az anyavállalatnak pedig több mint 50. A 2020. március 31-i pénzügyi év végén a társaság összesen 59 519 alkalmazottat foglalkoztatott, akik közül 21 789 fő volt légiutaskísérő személyzet, 4 313 fő pilótafülke személyzet, 3 316 fő mérnöki személyzet, 12 627 fő egyéb alkalmazott, 5 376 fő tengerentúli állomáson dolgozó alkalmazott és 12 098 fő leányvállalatnál dolgozó alkalmazott. A teljes Emirates Group összesen 105 730 alkalmazottat foglalkoztatott.
Az Emirates olyan juttatásokat biztosít alkalmazottainak, mint az átfogó egészségügyi szolgáltatások, valamint a fizetett szülési és betegszabadság. Az Emirates által alkalmazott másik stratégia a nyereségrészesedés és az érdemi fizetés alkalmazása a teljesítménymenedzsment kompetenciaalapú megközelítésének részeként.
A légitársaság azt állítja, hogy más légitársaságoknál alacsonyabb a kibocsátása, mivel flottájának átlagos üzemanyag-felhasználása 100 utaskilométerenként kevesebb mint 4 liter.

### Flottahatékonyság
- Az Emirates kijelentette, hogy az A380-800-as változatainak üzemanyag-fogyasztása 3,1 liter/100 utaskilométer lesz.[55]
- A vállalat a "Flextracks" nevű programot használja. A technológiát az útvonalak hatékonyságának és kihasználtságának megtervezésére és optimalizálására használják. A 2010 szeptemberéig tartó 6 hónapban az utaskihasználtság 81,2% volt.[56]
- Az Emirates befektetett a "személyre szabott érkezés" elnevezésű programba. Ez lehetővé teszi, hogy a légiforgalmi irányítás felkapcsolódjon az útban lévő repülőgépekhez. Először meghatározza a sebességet és a repülési profilt a levegőből a kifutópályára; ez lehetővé teszi a személyzet számára, hogy elfogadja és folyamatos süllyedési profilt repüljön, ami üzemanyagot és károsanyag-kibocsátást takarít meg.[57]

### Pénzügyi és működési teljesítmény
A 2019-20-as pénzügyi évben az Emirates mintegy 92,0 milliárd AED (25,1 milliárd dollár) bevételt ért el, ami mintegy 6%-os csökkenést jelent az előző évi 97,9 milliárd AED bevételhez képest. Az utasok száma ugyanebben az időszakban szintén csökkent, 58,6 millióról 56,2 millióra, ami mintegy 4%-os csökkenést jelent. Az utasférőhelytényező 1,7%-kal 78,5%-ra nőtt. A 2019-20-as időszakban a szállított teherforgalom szintén csökkent, 10%-kal, 2,4 millió tonnára (2018-19: 2,7 millió tonna). A légitársaság nyeresége a 2019/20-as pénzügyi évben 21%-kal 1,1 milliárd AED-re (251 millió dollár) emelkedett az alacsonyabb olajárak és az erős amerikai dollár hatására, bár a Dubai International 45 napos kifutópálya-lezárása és a COVID-19 világjárvány negatívan befolyásolta az eredményeket. Az anyavállalat nyeresége 28%-kal, 0,5 milliárd dollárra csökkent a március 31-ig tartó évben.
2020 márciusától az Emirates üzemanyagár-kockázati fedezetet alkalmaz. Az üzemanyag az összköltségek 29,1%-át, a munkavállalókkal kapcsolatos költségek pedig az összköltségek 13,4%-át tették ki.
Az Emirates a világ harmadik legnagyobb légitársasága volt a szállított nemzetközi utasok számát tekintve, és a világ legnagyobb légitársasága a nemzetközi menetrend szerinti utaskilométerek számát tekintve. Emellett a második legnagyobb a teheráru-szállításban a tonnák száma alapján.
Az Emirates pénzügyi sikerét a Közel-Keleten, Afrikában és Ázsiában a légi közlekedés iránti kereslet gyors növekedésének, a légitársaság korszerű repülőgépekbe történő beruházásainak, valamint a napi 24 órában használható repülőtéri kapacitások rendelkezésre állásának tulajdonítják.
Amint azt az Emirates elnök-vezérigazgatója, Ahmed bin Saeed Al Maktoum sejk elmondta, az utasok száma 2020-ban 70%-kal csökkent. A légitársaság a világjárvány közepette tapasztalt veszteségek miatt elbocsátotta alkalmazottainak csaknem negyedét. Tekintettel a COVID-19 világjárvány közepette a légi közlekedés iránti csökkenő keresletre, az Emirates 2021-ben pénzügyi problémáknak volt tanúja. A légitársaság elnöke szerint az Emirates-nek lehet, hogy saját tőkén keresztül kell készpénzt szereznie. 2020-ban 2 milliárd dollárnyi saját tőkét vett fel a dubaji kormánytól.
| Lezárt év         | Repült utasok (ezer) | Szállított teheráru (ezer tonna) | Árbevétel (AED, m) | Kiadások (AED, m) | Működési eredmény (+) / veszteség (-) (AED, m) |
| ----------------- | -------------------- | -------------------------------- | ------------------ | ----------------- | ---------------------------------------------- |
| 1998. március 31. | 3,683.4              | 200.1                            | 4,089.             | 3,826.7           | (+)262.413                                     |
| 1999. március 31. | 4,252.7              | 214.2                            | 4,442.9            | 4,130.2           | (+)312.959                                     |
| 2000. március 31. | 4,775.4              | 269.9                            | 5,113.8            | 4,812.9           | (+)300.900                                     |
| 2001. március 31. | 5,719                | 335                              | 6,359              | 5,693             | (+)666                                         |
| 2002. március 31. | 6,765                | 401                              | 7,137              | 6,511             | (+)626                                         |
| 2003. március 31. | 8,503                | 525                              | 9,514              | 8,513             | (+)1,001                                       |
| 2004. március 31. | 10,441               | 660                              | 13,116             | 11,368            | (+)1,749                                       |
| 2005. március 31. | 12,529               | 838                              | 17,909             | 15,290            | (+)2,619                                       |
| 2006. március 31. | 14,498               | 1,019                            | 22,658             | 20,006            | (+)2,652                                       |
| 2007. március 31. | 17,544               | 1,156                            | 29,173             | 25,834            | (+)3,339                                       |
| 2008. március 31. | 21,229               | 1,282                            | 38,810             | 34,359            | (+)4,451                                       |
| 2009. március 31. | 22,731               | 1,408                            | 43,266             | 40,988            | (+)2,278                                       |
| 2010. március 31. | 27,454               | 1,580                            | 43,455             | 39,890            | (+)3,565                                       |
| 2011. március 31. | 31,422               | 1,767                            | 54,231             | 48,788            | (+)5,443                                       |
| 2012. március 31. | 33,981               | 1,796                            | 62,287             | 60,474            | (+)1,813                                       |
| 2013. március 31. | 39,391               | 2,086                            | 73,113             | 70,274            | (+)2,839                                       |
| 2014. március 31. | 44,537               | 2,250                            | 82,636             | 79,382            | (+)3,254                                       |
| 2015. március 31. | 49,292               | 2,377                            | 88,819             | 82,926            | (+)5,893                                       |
| 2016. március 31. | 51,853               | 2,509                            | 85,044             | 76,714            | (+)8,330                                       |
| 2017. március 31. | 56,076               | 2,577                            | 85,083             | 82,648            | (+)2,435                                       |
| 2018. március 31. | 58,485               | 2,623                            | 92,322             | 88,236            | (+)4,086                                       |
| 2019. március 31. | 58,601               | 2,659                            | 97,907             | 95,260            | (+)2,647                                       |
| 2020. március 31. | 56,162               | 2,389                            | 91,972             | 85,564            | (+)6,408                                       |
| 2021. március 31. | 6,553                | 1,873                            | 30,927             | 45,948            | (-)15,021                                      |

## Szponzoráció

### Infrastruktúra
2011-től 2022-ig az Emirates szponzorálta a Temze folyó felett közlekedő Emirates Air Line drótkötélpályás utasszállító rendszert Londonban.
2015 óta az Emirates szponzorálja az angliai Portsmouthban, a déli parton található Spinnaker Towert. A légitársaságnak 3,5 millió font értékű tervei voltak a nevezetesség pirosra festésére, de a portsmouthi és southseai lakosokkal folytatott megbeszélések után az Emirates beleegyezett, hogy a torony kék és arany színű legyen, az Emirates piros feliratával, pusztán azért, mert a Portsmouth F.C. (a helyi futballcsapat) kék színű, a rivális Southampton F.C. pedig piros színű. Most az Emirates Spinnaker Tower nevet viseli.

### Krikett
Az Emirates a Cricket Australia, a Lord's Taverners, és a Pro Arch Tournament szponzora. A márkajelzés a nemzetközi krikettbírók pólóin is szerepel. Az Emirates a mai napig a Nemzetközi Krikett Tanács hivatalos partnere is. Ez a megállapodás biztosítja az Emirates számára az összes jelentős ICC-tornával való együttműködést, beleértve a 2011-es, 2015-ös és 2019-es ICC Krikett Világkupát, az ICC Champions Trophy-t és az ICC World Twenty20-t.
Az Emirates a Durham County Cricket Club Twenty20-as mezszponzora, valamint a Riverside Ground (ma Emirates Riverside) és az Emirates Old Trafford Cricket Ground elnevezési jogait birtokolja, továbbá a Lancashire County Cricket Club mezszponzora. Az Emirates volt továbbá a Kings XI Punjab (második-negyedik szezon) és a Deccan Chargers (ötödik szezon) csapatainak főszponzora az indiai Premier League-ben, a világ legnagyobb hazai krikettbajnokságában.

### Labdarúgás
Az Emirates a FIFA és a FIFA világbajnokság szponzora volt, de 2015 elején leállította szponzorálását a FIFA-n belüli korrupciós és vesztegetési vádak, valamint a FIFA ellentmondásos döntése miatt, miszerint a 2022-es FIFA világbajnokságot Katarnak ítélték.
A 2006-07-es szezon óta az Arsenal, a 2010-11-es szezon óta az AC Milan, a 2013-14-es szezon óta a Real Madrid, a 2015-16-os szezon óta a Benfica, a 2020-2021-es szezon óta pedig az Olympique Lyonnais elsődleges mezszponzora. A New York Cosmos elsődleges mezszponzora is. Az Emirates az FA Kupa, az Emirates Kupa és az Arsenal Emirates Stadion címszponzora is. A Chelsea elsődleges mezszponzora volt 2001 augusztusától 2005 májusáig, a Paris Saint-Germainé (2019 májusáig) és a Hamburger SV-é 2020 júniusáig.
2009 augusztusában a Skót Utánpótlás Labdarúgó Szövetség bejelentette, hogy az Emirates szponzorálja a Skót Kupa versenyt. Az Emirates az Ázsiai Labdarúgó Konföderáció szponzora az AFC Bajnokok Ligájában és az AFF Suzuki Kupában.

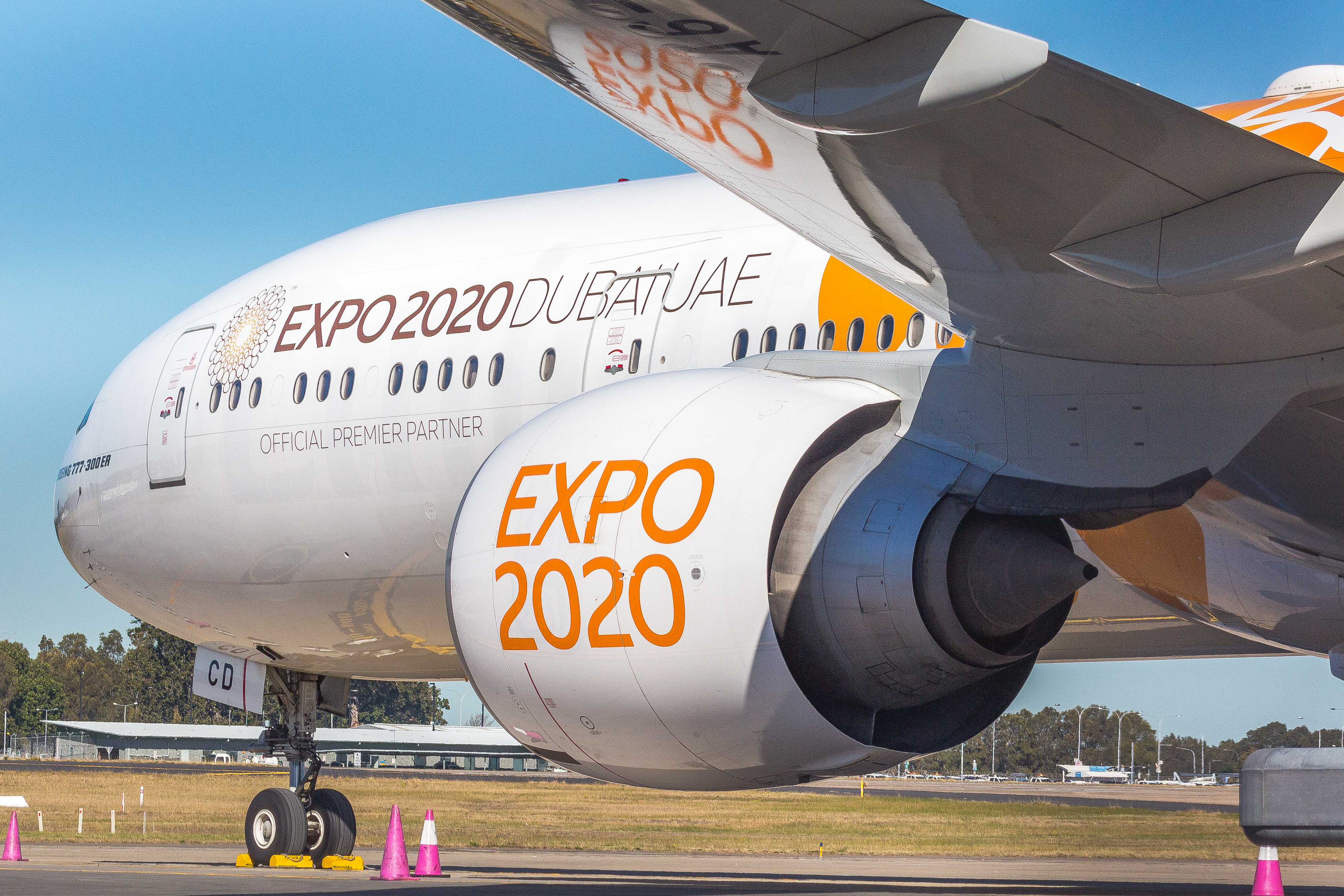
Az Emirates Boeing 777-300ER repülőgépe (az Expo 2020 témájú narancssárga színű festéssel) a sydneyi repülőtéren.

### Rögbi
2014 óta az Emirates a Warrington Wolves, a Super League rögbi ligás csapatának szponzora. A szponzoráció több évre szól, és a költségek körülbelül 5 millió fontra rúgnak. 2015 óta az Emirates a dél-afrikai Super Rugby csapat, a Lions szponzora is, valamint a csapat és az Ellis Park rögbi stadion névhasználati jogaival is rendelkezik. Az Emirates az USA Rugby főszponzora is.

### Expo2020
Az Emirates a Dubaiban megrendezésre kerülő Expo 2020 egyik hivatalos kiemelt partnere lett. Az esemény megünneplésére az Emirates egy különleges, három színben (narancssárga, zöld és kék) pompázó festést mutatott be, amely az esemény három témáját, nevezetesen a lehetőséget, a fenntarthatóságot és a mobilitást jelképezi. Az egyik A380-as repülőgépét kék, orrtól-farokig tartó festéssel látták el, amely a következő feliratot viselte: "Join The Making of a New World" (Csatlakozz egy új világ kialakításához). A szponzoráció 2021. október 1-jétől az esemény 2022. március 31-i zárásáig tartott.

## Desztinációk

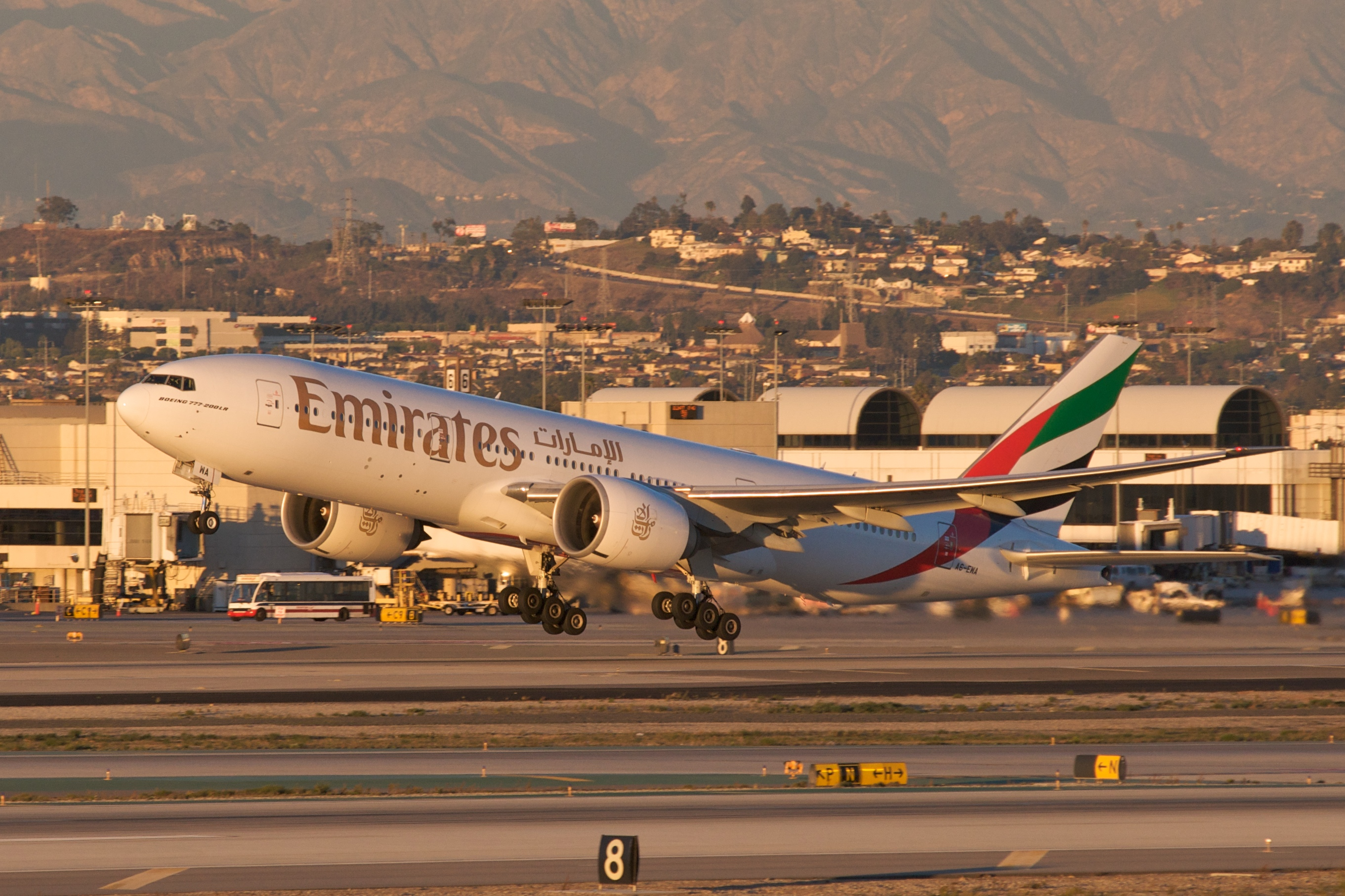
Az Emirates Boeing 777-200LR repülőgépe felszállás közben Los Angelesben (LAX), ez a légitársaság egyik leghosszabb nonstop járata.

2015 májusában az Emirates hetente több mint 3000 járatot üzemeltetett a dubaji központjából hat kontinens több mint 70 országának több mint 150 célállomására kiterjedő hálózatában. A 2020 márciusi Covid19-járvány miatti felfüggesztés előtt az Emirates globális hálózata 83 ország 157 célállomására terjedt ki.

| Ország                  | Város               | Repülőtér                                           | Megjegyzés    | Forrás                             |
| ----------------------- | ------------------- | --------------------------------------------------- | ------------- | ---------------------------------- |
| Afganisztán             | Kabul               | Kabuli nemzetközi repülőtér                         | Felfüggesztve | [ 85 ]                             |
| Algéria                 | Algír               | Algíri repülőtér                                    |               | [ 85 ]                             |
| Angola                  | Luanda              | Quatro de Fevereiro nemzetközi repülőtér            |               | [ 85 ]                             |
| Argentína               | Buenos Aires        | Ministro Pistarini nemzetközi repülőtér             |               | [ 85 ] [ 86 ] [ 87 ] [ 88 ] [ 89 ] |
| Ausztrália              | Adelaide            | Adelaide-i repülőtér                                | Megszüntetve  | [ 85 ] [ 88 ] [ 90 ]               |
| Ausztrália              | Brisbane            | Brisbane-i repülőtér                                |               | [ 85 ]                             |
| Ausztrália              | Melbourne           | Melbourne-i repülőtér                               |               | [ 85 ]                             |
| Ausztrália              | Perth               | Perthi repülőtér                                    |               | [ 85 ]                             |
| Ausztrália              | Sydney              | Sydney-i repülőtér                                  |               | [ 85 ]                             |
| Ausztria                | Bécs                | Bécs–Schwechati nemzetközi repülőtér                |               | [ 85 ]                             |
| Azerbajdzsán            | Baku                | Heydər Əliyev nemzetközi repülőtér                  | Megszüntetve  | [ 91 ]                             |
| Bahrein                 | Manáma              | Bahreini nemzetközi repülőtér                       |               | [ 85 ]                             |
| Banglades               | Dakka               | Shahjalal nemzetközi repülőtér                      |               | [ 85 ]                             |
| Belgium                 | Brüsszel            | Brüsszeli repülőtér                                 |               | [ 85 ] [ 92 ]                      |
| Brazília                | Rio de Janeiro      | Rio de Janeiro-Galeão nemzetközi repülőtér          |               | [ 85 ] [ 86 ] [ 88 ] [ 89 ]        |
| Brazília                | São Paulo           | São Paulo-Guarulhos nemzetközi repülőtér            |               | [ 85 ]                             |
| Chile                   | Santiago            | Arturo Merino Benítez nemzetközi repülőtér          | Megszüntetve  | [ 85 ] [ 88 ] [ 93 ]               |
| Ciprus                  | Lárnaka             | Lárnakai nemzetközi repülőtér                       |               | [ 85 ]                             |
| Comore-szigetek         | Moroni              | Said Ibrahim herceg nemzetközi repülőtér            | Megszüntetve  | [ 91 ] [ 94 ]                      |
| Csehország              | Prága               | Prága-Václav Havel repülőtér                        |               | [ 85 ]                             |
| Dánia                   | Koppenhága          | Koppenhágai repülőtér                               |               | [ 85 ] [ 95 ]                      |
| Dél-afrikai Köztársaság | Fokváros            | Fokvárosi nemzetközi repülőtér                      |               | [ 85 ]                             |
| Dél-afrikai Köztársaság | Durban              | Shaka király nemzetközi repülőtér                   |               | [ 85 ]                             |
| Dél-afrikai Köztársaság | Johannesburg        | O. R. Tambo nemzetközi repülőtér                    |               | [ 85 ]                             |
| Dél-Korea               | Szöul               | Incshoni nemzetközi repülőtér                       |               | [ 85 ]                             |
| Egyesült Államok        | Boston              | Logan nemzetközi repülőtér                          |               | [ 85 ] [ 96 ]                      |
| Egyesült Államok        | Chicago             | O’Hare nemzetközi repülőtér                         |               | [ 85 ] [ 97 ]                      |
| Egyesült Államok        | Dallas–Fort Worth   | Dallas/Fort Worth nemzetközi repülőtér              |               | [ 85 ] [ 98 ] [ 99 ]               |
| Egyesült Államok        | Fort Lauderdale     | Fort Lauderdale–Hollywood nemzetközi repülőtér      | Megszüntetve  | [ 85 ] [ 88 ] [ 100 ] [ 101 ]      |
| Egyesült Államok        | Houston             | George Bush interkontinentális repülőtér            |               | [ 85 ]                             |
| Egyesült Államok        | Los Angeles         | Los Angeles-i nemzetközi repülőtér                  |               | [ 85 ] [ 102 ]                     |
| Egyesült Államok        | Miami               | Miami nemzetközi repülőtér                          |               | [ 85 ] [ 103 ]                     |
| Egyesült Államok        | Newark              | Newark Liberty nemzetközi repülőtér                 |               | [ 85 ] [ 104 ] [ 105 ]             |
| Egyesült Államok        | New York City       | John Fitzgerald Kennedy nemzetközi repülőtér        |               | [ 85 ]                             |
| Egyesült Államok        | Orlando             | Orlandói nemzetközi repülőtér                       |               | [ 85 ] [ 106 ]                     |
| Egyesült Államok        | San Francisco       | San Franciscó-i nemzetközi repülőtér                |               | [ 85 ] [ 99 ]                      |
| Egyesült Államok        | Seattle             | Seattle–Tacoma nemzetközi repülőtér                 |               | [ 85 ] [ 98 ] [ 99 ]               |
| Egyesült Államok        | Washington, D.C.    | Washington Dulles nemzetközi repülőtér              |               | [ 85 ] [ 107 ]                     |
| Egyesült Arab Emírségek | Abu-Dzabi           | Abu-Dzabi nemzetközi repülőtér                      | Felfüggesztve | [ 91 ] [ 108 ]                     |
| Egyesült Arab Emírségek | Dubaj               | Dubaji nemzetközi repülőtér                         | Bázis         | [ 85 ]                             |
| Egyesült Királyság      | Birmingham          | Birminghami repülőtér                               |               | [ 85 ]                             |
| Egyesült Királyság      | Edinburgh           | Edinburgh-i repülőtér                               | Felfüggesztve | [ 85 ]                             |
| Egyesült Királyság      | Glasgow             | Glasgow-i repülőtér                                 |               | [ 85 ]                             |
| Egyesült Királyság      | London              | London–Gatwick repülőtér                            |               | [ 85 ]                             |
| Egyesült Királyság      | London              | London-Heathrow-i repülőtér                         |               | [ 85 ]                             |
| Egyesült Királyság      | London              | London–Stansted repülőtér                           |               | [ 85 ] [ 89 ] [ 109 ]              |
| Egyesült Királyság      | Manchester          | Manchester repülőtér                                |               | [ 85 ]                             |
| Egyesült Királyság      | Newcastle upon Tyne | Newcastle nemzetközi repülőtér                      |               | [ 85 ] [ 110 ]                     |
| Egyiptom                | Alexandria          | Borg El Arab repülőtér                              | Megszüntetve  | [ 111 ]                            |
| Egyiptom                | Kairó               | Kairói nemzetközi repülőtér                         |               | [ 85 ]                             |
| Elefántcsontpart        | Abidjan             | Félix-Houphouët-Boigny nemzetközi repülőtér         |               | [ 85 ]                             |
| Etiópia                 | Addisz-Abeba        | Bole nemzetközi repülőtér                           |               | [ 85 ]                             |
| Franciaország           | Lyon                | Lyon–Saint-Exupéry repülőtér                        |               | [ 85 ] [ 112 ]                     |
| Franciaország           | Nizza               | Nizza Côte d’Azur repülőtér                         |               | [ 85 ]                             |
| Franciaország           | Párizs              | Párizs-Charles de Gaulle repülőtér                  |               | [ 85 ]                             |
| Fülöp-szigetek          | Cebu                | Mactan–Cebu nemzetközi repülőtér                    |               | [ 85 ] [ 113 ]                     |
| Fülöp-szigetek          | Clark               | Clark International Airport                         |               | [ 85 ] [ 113 ]                     |
| Fülöp-szigetek          | Manila              | Ninoy Aquino nemzetközi repülőtér                   |               | [ 85 ]                             |
| Ghána                   | Accra               | Kotoka nemzetközi repülőtér                         |               | [ 85 ]                             |
| Görögország             | Athén               | Elefthériosz Venizélosz nemzetközi repülőtér        |               | [ 85 ]                             |
| Guinea                  | Conakry             | Conakry International Airport                       |               | [ 85 ] [ 114 ]                     |
| Hollandia               | Amszterdam          | Amszterdam-Schiphol repülőtér                       |               | [ 85 ]                             |
| Hongkong                | Hongkong            | Hongkongi nemzetközi repülőtér                      |               | [ 85 ]                             |
| Hongkong                | Hongkong            | Kajtak nemzetközi repülőtér                         | Bezárt reptér | [ 85 ]                             |
| Horvátország            | Zágráb              | Zágráb-Franjo Tuđman repülőtér                      | Felfüggesztve | [ 85 ]                             |
| India                   | Ahmadábád           | Sardar Vallabhbhai Patel International Airport      |               | [ 85 ]                             |
| India                   | Bengaluru           | Kempegauda nemzetközi repülőtér                     |               | [ 85 ]                             |
| India                   | Csennai             | Csennai nemzetközi repülőtér                        |               | [ 85 ]                             |
| India                   | Delhi               | Indira Gandhi nemzetközi repülőtér                  |               | [ 85 ]                             |
| India                   | Haidarábád          | Rajiv Gandhi International Airport                  |               | [ 85 ]                             |
| India                   | Koccsi              | Cochin International Airport                        |               | [ 85 ]                             |
| India                   | Kolkata             | Netádzsi Szubhás Csandra Bosz nemzetközi repülőtér  |               | [ 85 ]                             |
| India                   | Kozsíkóde           | Calicut International Airport                       | Megszüntetve  | [ 115 ]                            |
| India                   | Mumbai              | Cshatrapati Sivádzsi nemzetközi repülőtér           |               | [ 85 ]                             |
| India                   | Tiruvanántapuram    | Trivandrum International Airport                    |               | [ 85 ]                             |
| Indonézia               | Denpasar            | Ngurah Rai nemzetközi repülőtér                     |               | [ 85 ] [ 89 ]                      |
| Indonézia               | Jakarta             | Soekarno–Hatta nemzetközi repülőtér                 |               | [ 85 ]                             |
| Irak                    | Baghdad             | Bagdadi nemzetközi repülőtér                        |               | [ 85 ]                             |
| Irak                    | Baszra              | Baszrai nemzetközi repülőtér                        |               | [ 85 ]                             |
| Irak                    | Erbíl               | Erbíli nemzetközi repülőtér                         |               | [ 116 ] [ 117 ]                    |
| Irán                    | Bandar-Abbász       | Bandar Abbas International Airport                  | Megszüntetve  | [ 118 ]                            |
| Irán                    | Meshed              | Meshedi nemzetközi repülőtér                        | Megszüntetve  | [ 119 ] [ 120 ]                    |
| Irán                    | Teherán             | Teheráni nemzetközi repülőtér                       |               | [ 85 ]                             |
| Írország                | Dublin              | Dublini repülőtér                                   |               | [ 85 ] [ 121 ]                     |
| Izrael                  | Tel-Aviv            | Ben-Gurion nemzetközi repülőtér                     |               | [ 122 ]                            |
| Japán                   | Nagoja              | Csúbu Centrair nemzetközi repülőtér                 | Felfüggesztve | [ 123 ]                            |
| Japán                   | Oszaka              | Kanszai nemzetközi repülőtér                        |               | [ 85 ]                             |
| Japán                   | Tokió               | Haneda nemzetközi repülőtér                         |               | [ 85 ] [ 124 ]                     |
| Japán                   | Tokió               | Narita nemzetközi repülőtér                         |               | [ 85 ]                             |
| Jemen                   | Szanaa              | Szanaai nemzetközi repülőtér                        | Megszüntetve  |                                    |
| Jordánia                | Ammán               | Alia királyné nemzetközi repülőtér                  |               | [ 85 ]                             |
| Kambodzsa               | Phnompen            | Phnompen nemzetközi repülőtér                       | Felfüggesztve | [ 85 ] [ 125 ]                     |
| Kanada                  | Toronto             | Toronto Pearson nemzetközi repülőtér                |               | [ 85 ]                             |
| Katar                   | Doha                | Hamad nemzetközi repülőtér                          | Megszüntetve  | [ 85 ]                             |
| Kenya                   | Nairobi             | Jomo Kenyatta nemzetközi repülőtér                  |               | [ 85 ]                             |
| Kína                    | Peking              | Pekingi nemzetközi repülőtér                        |               | [ 85 ] [ 93 ]                      |
| Kína                    | Guangzhou           | Kuangcsou-Pajjüni nemzetközi repülőtér              |               | [ 85 ] [ 93 ]                      |
| Kína                    | Sanghaj             | Sanghaj-Putungi nemzetközi repülőtér                |               | [ 85 ] [ 93 ]                      |
| Kína                    | Yinchuan            | Yinchuan Hedong International Airport               | Megszüntetve  | [ 93 ] [ 126 ]                     |
| Kína                    | Csengcsou           | Csengcsou-Hszincseng nemzetközi repülőtér           | Megszüntetve  | [ 126 ]                            |
| Kuvait                  | Kuvaitváros         | Kuvaiti nemzetközi repülőtér                        |               | [ 85 ]                             |
| Lengyelország           | Varsó               | Varsó-Chopin repülőtér                              |               | [ 85 ] [ 112 ]                     |
| Libanon                 | Bejrút              | Bejrút–Rafic Hariri nemzetközi repülőtér            |               | [ 85 ]                             |
| Líbia                   | Tripoli             | Tripoli nemzetközi repülőtér                        | Megszüntetve  | [ 102 ] [ 127 ]                    |
| Magyarország            | Budapest            | Budapest Liszt Ferenc nemzetközi repülőtér          |               | [ 128 ]                            |
| Malajzia                | Kuala Lumpur        | Kuala Lumpur nemzetközi repülőtér                   |               | [ 85 ]                             |
| Maldív-szigetek         | Malé                | Velana International Airport                        |               | [ 85 ]                             |
| Málta                   | Valletta            | Máltai nemzetközi repülőtér                         |               | [ 85 ]                             |
| Marokkó                 | Casablanca          | V. Mohammed nemzetközi repülőtér                    |               | [ 85 ]                             |
| Mauritius               | Port Louis          | Sir Seewoosagur Ramgoolam nemzetközi repülőtér      |               | [ 85 ]                             |
| Mexikó                  | Mexikóváros         | Benito Juárez nemzetközi repülőtér                  |               | [ 85 ] [ 129 ]                     |
| Mianmar                 | Rangun              | Yangon International Airport                        | Felfüggesztve | [ 85 ] [ 130 ] [ 131 ]             |
| Németország             | Düsseldorf          | Düsseldorfi repülőtér                               |               | [ 85 ]                             |
| Németország             | Frankfurt           | Frankfurt–Hahn repülőtér                            |               | [ 85 ]                             |
| Németország             | Hamburg             | Hamburgi repülőtér                                  |               | [ 85 ]                             |
| Németország             | München             | Müncheni repülőtér                                  |               | [ 85 ]                             |
| Nigéria                 | Abuja               | Nnamdi Azikiwe nemzetközi repülőtér                 |               | [ 85 ] [ 132 ]                     |
| Nigéria                 | Lagos               | Murtala Muhammed nemzetközi repülőtér               |               | [ 85 ]                             |
| Norvégia                | Oslo                | Oslo–Gardermoeni repülőtér                          |               | [ 85 ] [ 133 ]                     |
| Olaszország             | Bologna             | Bologna Guglielmo Marconi repülőtér                 |               | [ 85 ] [ 134 ]                     |
| Olaszország             | Milánó              | Milánó-Malpensai repülőtér                          |               | [ 85 ]                             |
| Olaszország             | Róma                | Róma-Fiumicino nemzetközi repülőtér                 |               | [ 85 ]                             |
| Olaszország             | Velence             | Velence Marco Polo repülőtér                        |               | [ 85 ]                             |
| Omán                    | Maszkat             | Maszkati nemzetközi repülőtér                       |               | [ 85 ]                             |
| Oroszország             | Moszkva             | Domogyedovói nemzetközi repülőtér                   |               | [ 85 ]                             |
| Oroszország             | Szentpétervár       | Pulkovo Airport                                     |               | [ 85 ]                             |
| Pakisztán               | Iszlámábád          | Benazir Bhutto International Airport                | Bezárt reptér | [ 85 ]                             |
| Pakisztán               | Iszlámábád          | Islamabad International Airport                     |               | [ 85 ]                             |
| Pakisztán               | Karacsi             | Dzsinnah nemzetközi repülőtér                       |               | [ 85 ]                             |
| Pakisztán               | Lahor               | Allama Iqbal nemzetközi repülőtér                   |               | [ 85 ]                             |
| Pakisztán               | Multán              | Multan International Airport                        | Megszüntetve  | [ 135 ] [ 136 ]                    |
| Pakisztán               | Pesavar             | Bacha Khan International Airport                    |               | [ 85 ] [ 91 ]                      |
| Pakisztán               | Sialkot             | Sialkot International Airport                       |               | [ 85 ] [ 137 ]                     |
| Portugália              | Lisszabon           | Lisszaboni repülőtér                                |               | [ 85 ]                             |
| Portugália              | Porto               | Francisco Sá Carneiro repülőtér                     | Felfüggesztve | [ 85 ] [ 138 ]                     |
| Seychelle-szigetek      | Mahé                | Seychelles International Airport                    |               | [ 85 ]                             |
| Spanyolország           | Barcelona           | Josep Tarradellas Barcelona-El Prat repülőtér       |               | [ 85 ]                             |
| Spanyolország           | Madrid              | Adolfo Suárez Madrid-Barajas repülőtér              |               | [ 85 ]                             |
| Srí Lanka               | Colombo             | Bandaranaike International Airport                  |               | [ 85 ]                             |
| Svájc                   | Genf                | Genfi repülőtér                                     |               | [ 85 ]                             |
| Svájc                   | Zürich              | Zürichi repülőtér                                   |               | [ 85 ]                             |
| Svédország              | Stockholm           | Stockholm-Arlanda repülőtér                         |               | [ 85 ] [ 139 ]                     |
| Szaúd-Arábia            | Dammám              | Fahd király nemzetközi repülőtér                    |               | [ 85 ]                             |
| Szaúd-Arábia            | Dzsidda             | Abdul-Aziz király nemzetközi repülőtér              |               | [ 85 ]                             |
| Szaúd-Arábia            | Medina              | Muhammad bin Abdul-Aziz herceg nemzetközi repülőtér |               | [ 85 ]                             |
| Szaúd-Arábia            | Rijád               | Khalid király nemzetközi repülőtér                  |               | [ 85 ]                             |
| Szenegál                | Dakar               | Blaise Diagne nemzetközi repülőtér                  |               | [ 85 ]                             |
| Szenegál                | Dakar               | Léopold Sédar Senghor nemzetközi repülőtér          | Megszüntetve  | [ 85 ]                             |
| Szingapúr               | Szingapúr           | Szingapúr-Changi repülőtér                          |               | [ 85 ]                             |
| Szíria                  | Damaszkusz          | Damaszkuszi nemzetközi repülőtér                    | Megszüntetve  | [ 140 ]                            |
| Szudán                  | Kartúm              | Kartúmi nemzetközi repülőtér                        |               | [ 85 ]                             |
| Tajvan                  | Tajpej              | Taojüan nemzetközi repülőtér                        |               | [ 85 ] [ 141 ]                     |
| Tanzánia                | Dar es-Salaam       | Julius Nyerere nemzetközi repülőtér                 |               | [ 85 ]                             |
| Thaiföld                | Bangkok             | Szuvarnabhumi nemzetközi repülőtér                  |               | [ 85 ]                             |
| Thaiföld                | Phuket              | Phuketi nemzetközi repülőtér                        |               | [ 85 ] [ 142 ]                     |
| Törökország             | Isztambul           | Isztambuli repülőtér                                |               | [ 85 ] [ 143 ]                     |
| Törökország             | Isztambul           | Atatürk nemzetközi repülőtér                        | Bezárt reptér | [ 85 ]                             |
| Törökország             | Isztambul           | Sabiha Gökçen nemzetközi repülőtér                  |               | [ 85 ] [ 144 ]                     |
| Tunézia                 | Tunisz              | Tunisz-Karthágó nemzetközi repülőtér                |               | [ 85 ] [ 102 ]                     |
| Uganda                  | Entebbe             | Entebbei nemzetközi repülőtér                       |               | [ 85 ]                             |
| Új-Zéland               | Auckland            | Aucklandi repülőtér                                 |               | [ 85 ]                             |
| Új-Zéland               | Christchurch        | Christchurch-i repülőtér                            |               | [ 85 ] [ 145 ]                     |
| Ukrajna                 | Kijev               | Kijevi nemzetközi repülőtér                         | Megszüntetve  | [ 102 ]                            |
| Vietnám                 | Hanoi               | Nội Bài nemzetközi repülőtér                        |               | [ 85 ] [ 130 ]                     |
| Vietnám                 | Ho Si Minh-város    | Tân Sơn Nhất nemzetközi repülőtér                   |               | [ 85 ] [ 146 ]                     |
| Zambia                  | Lusaka              | Kenneth Kaunda nemzetközi repülőtér                 |               | [ 85 ] [ 147 ]                     |
| Zimbabwe                | Harare              | Robert Gabriel Mugabe nemzetközi repülőtér          |               | [ 85 ] [ 147 ]                     |

### Légiszövetség
Az Emirates más légitársaságokkal is együttműködik, de nem tagja a három globális légitársasági szövetség – a Oneworld, a SkyTeam és a Star Alliance – egyikének sem. A légitársaság 2000-ben rövid ideig fontolgatta a Star Alliance-hoz való csatlakozást, de úgy döntött, hogy független marad. Ennek okát később a légitársaság világszerte működő kereskedelmi részlegének vezető alelnöke így indokolta: „A piaci reagálási képességedet akadályozza, hogy szükséged van a szövetségi partnereid konszenzusára”.

### Codeshare megállapodás

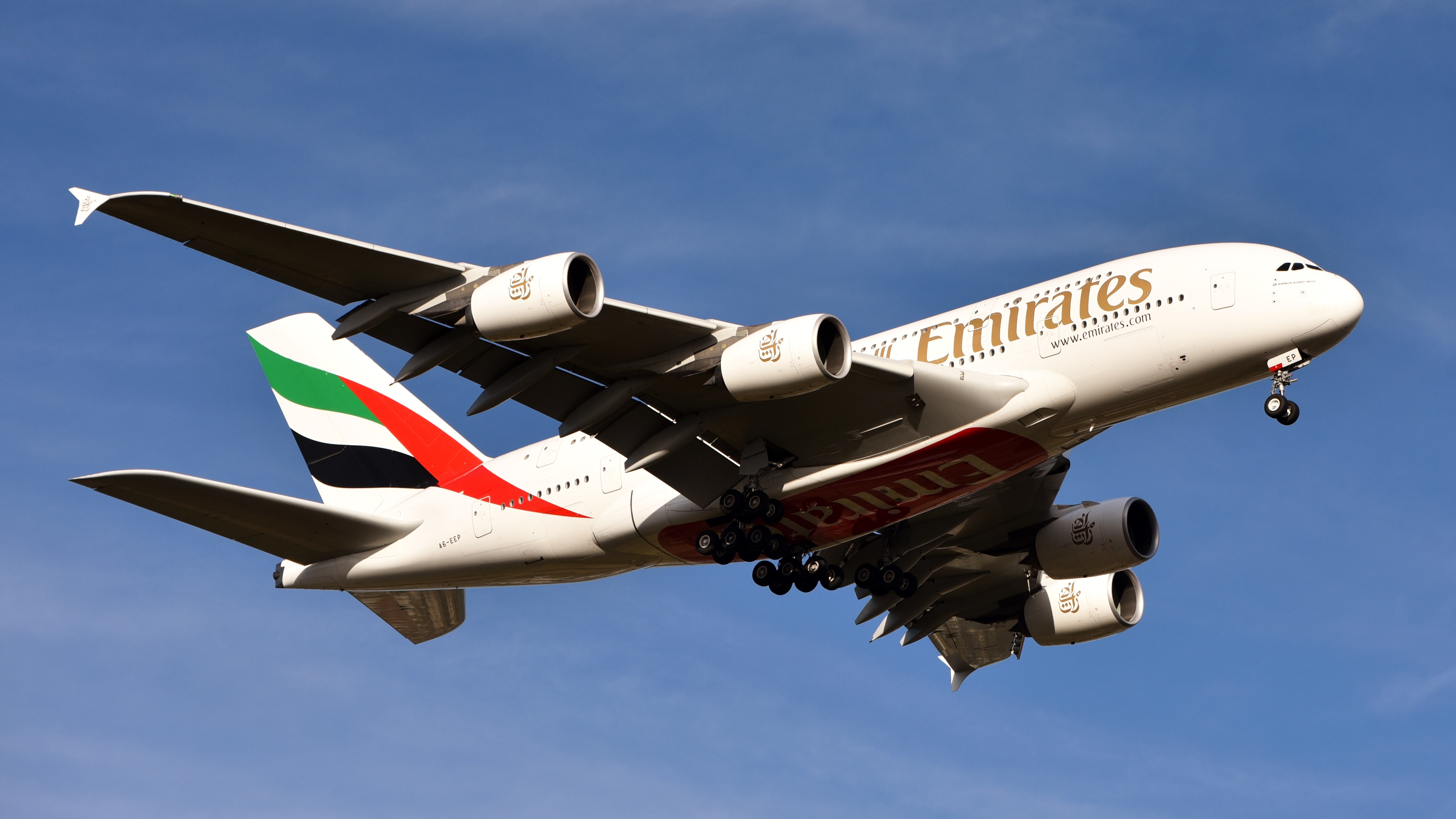
Az Emirates Airbus A380-as repülőgépe Perth repülőtere közelében (2022)

Az Emirates az alábbi légitársaságokkal kötött codeshare megállapodást:
- Air Canada[150]
- Air Malta
- Air Mauritius
- airBaltic[151]
- Airlink
- Azul Brazilian Airlines[152]
- Bangkok Airways
- Batik Air[153]
- China Southern Airlines[154]
- Copa Airlines
- flydubai[155]
- Garuda Indonesia[156]
- Gol Linhas Aéreas Inteligentes
- Gulf Air
- Japan Airlines
- Jetstar
- Jetstar Asia Airways
- Korean Air
- LATAM Brasil
- Malaysia Airlines
- Qantas
- Royal Air Maroc[157]
- S7 Airlines[158]
- SNCF (vasút)
- SpiceJet[159][160]
- TAP Air Portugal
- Thai Airways
- Trenitalia (vasút)[161]
- Tunisair
- Uganda Airlines
- United Airlines[162]
- WestJet

## Ágazatai

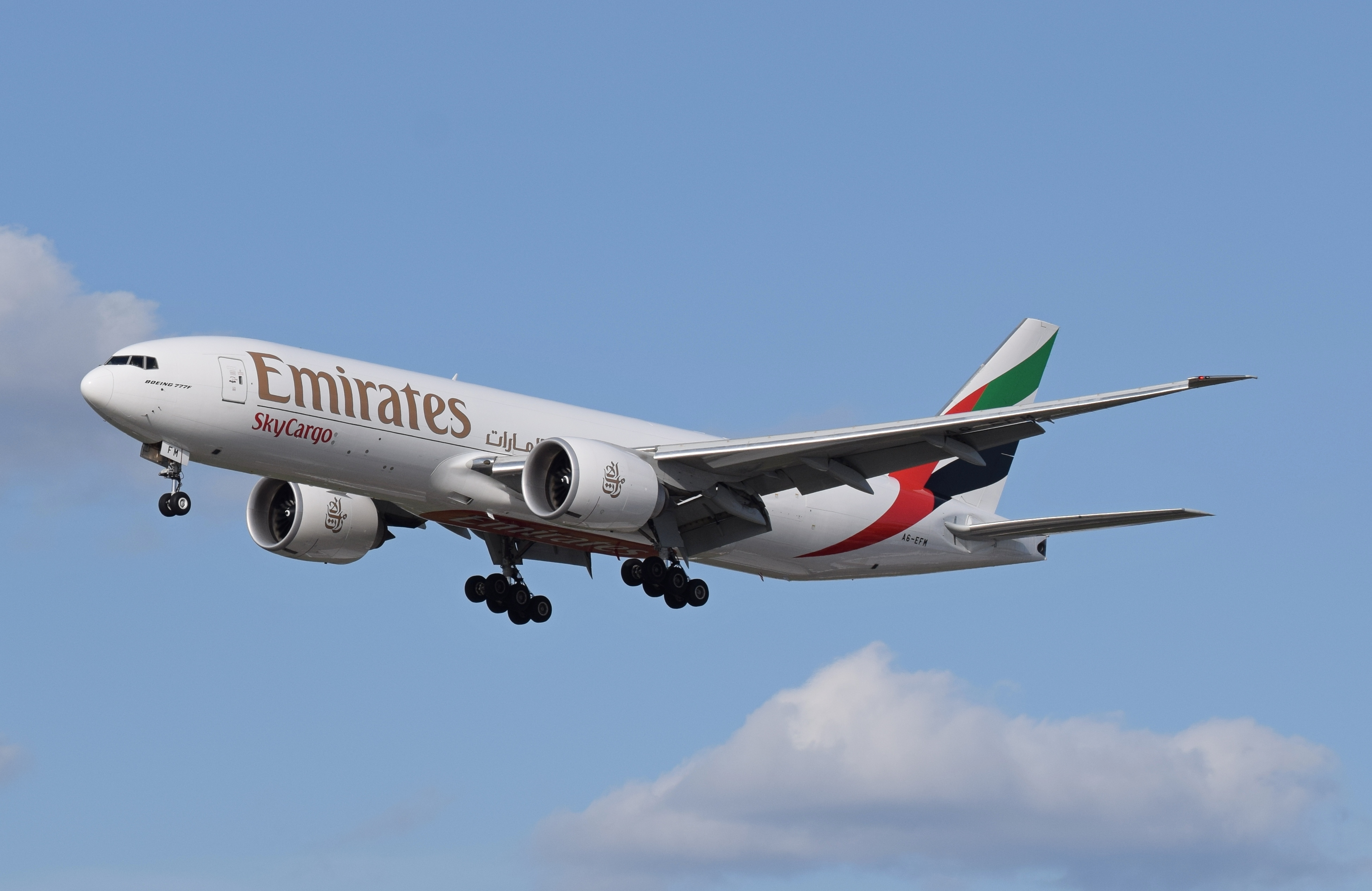
Az Emirates SkyCargo Boeing 777F repülőgépe érkezik a Heathrow repülőtérre

### Emirates SkyCargo
Az Emirates SkyCargo a teherszállító ágazata az Emiratesnek. 1985 októberében, az Emirates megalakulásának évében kezdte meg működését, és 2001-ben egy Boeing 747-es teherszállító repülőgéppel indította el saját légi járatait. A járat 10 exkluzív teherszállítási célállomást szolgál ki az Emirates utasforgalmi hálózatával közös célállomások mellett. 2019 júniusában 11 Boeing 777-es teherszállító repülőgépet üzemeltetett. A 2020-as világjárvány idején a SkyCargo elkezdte a 777-300ER és az A380-as utasszállító repülőgépek teherszállító repülőgépként történő üzemeltetését is, hogy bővítse teljes teherszállítási kapacitását.

### Emirates Executive
Az Emirates Executive 2013-ban indult vállalati és magán charterek számára. Egyetlen Airbus ACJ319 típusú, 19 fő befogadására alkalmas üzleti repülőgépet üzemeltet. A repülőgépen privát lakosztályok és ülőhelyek, társalgó, étkező, valamint teljes magasságú zuhanyzókkal ellátott fürdőszobák találhatók.

## Flotta
| Típus            | Szolgálatban | Rendelések | Utasok | Utasok | Utasok | Utasok | Utasok | Megjegyzések |
| Típus            | Szolgálatban | Rendelések | F      | C      | W      | Y      | Összes | Megjegyzések |
| ---------------- | ------------ | ---------- | ------ | ------ | ------ | ------ | ------ | --- |
| Airbus A350-900  | 6            | 59         | TBA    | TBA    | TBA    | TBA    | TBA    | A szállítások a tervek szerint 2024. augusztustól kezdődnek.                                                                                              |
| Airbus A380-800  | 116          | —          | 14     | 76     | —      | 399    | 489    | Legnagyobb üzemeltető. 67 repülőgép utólagos felszerelése premium economy ülésekkel. A flotta tagja az A6-EVS (MSN 272), a valaha épített utolsó A380-as. |
| Airbus A380-800  | 116          | —          | 14     | 76     | —      | 401    | 491    | Legnagyobb üzemeltető. 67 repülőgép utólagos felszerelése premium economy ülésekkel. A flotta tagja az A6-EVS (MSN 272), a valaha épített utolsó A380-as. |
| Airbus A380-800  | 116          | —          | 14     | 76     | —      | 426    | 516    | Legnagyobb üzemeltető. 67 repülőgép utólagos felszerelése premium economy ülésekkel. A flotta tagja az A6-EVS (MSN 272), a valaha épített utolsó A380-as. |
| Airbus A380-800  | 116          | —          | 14     | 76     | —      | 427    | 517    | Legnagyobb üzemeltető. 67 repülőgép utólagos felszerelése premium economy ülésekkel. A flotta tagja az A6-EVS (MSN 272), a valaha épített utolsó A380-as. |
| Airbus A380-800  | 116          | —          | 14     | 76     | —      | 429    | 519    | Legnagyobb üzemeltető. 67 repülőgép utólagos felszerelése premium economy ülésekkel. A flotta tagja az A6-EVS (MSN 272), a valaha épített utolsó A380-as. |
| Airbus A380-800  | 116          | —          | —      | 58     | —      | 557    | 615    | Legnagyobb üzemeltető. 67 repülőgép utólagos felszerelése premium economy ülésekkel. A flotta tagja az A6-EVS (MSN 272), a valaha épített utolsó A380-as. |
| Airbus A380-800  | 116          | —          | 14     | 76     | 56     | 338    | 484    | Legnagyobb üzemeltető. 67 repülőgép utólagos felszerelése premium economy ülésekkel. A flotta tagja az A6-EVS (MSN 272), a valaha épített utolsó A380-as. |
| Boeing 777-200LR | 10           | —          | —      | 38     | —      | 264    | 302    | Legnagyobb üzemeltető. 53 repülőgép utólagos felszerelése premium economy ülésekkel.                                                                      |
| Boeing 777-300ER | 123          | —          | 8      | 42     | —      | 304    | 354    | Legnagyobb üzemeltető. 53 repülőgép utólagos felszerelése premium economy ülésekkel.                                                                      |
| Boeing 777-300ER | 123          | —          | 8      | 42     | —      | 306    | 356    | Legnagyobb üzemeltető. 53 repülőgép utólagos felszerelése premium economy ülésekkel.                                                                      |
| Boeing 777-300ER | 123          | —          | 8      | 42     | —      | 310    | 360    | Legnagyobb üzemeltető. 53 repülőgép utólagos felszerelése premium economy ülésekkel.                                                                      |
| Boeing 777-300ER | 123          | —          | 6      | 42     | —      | 306    | 354    | Legnagyobb üzemeltető. 53 repülőgép utólagos felszerelése premium economy ülésekkel.                                                                      |
| Boeing 777-300ER | 123          | —          | —      | 42     | —      | 386    | 428    | Legnagyobb üzemeltető. 53 repülőgép utólagos felszerelése premium economy ülésekkel.                                                                      |
| Boeing 777–8     | —            | 35         | TBA    | TBA    | TBA    | TBA    | TBA    | A szállítások a tervek szerint 2030-tól kezdődnek. |
| Boeing 777–9     | —            | 170        | TBA    | TBA    | TBA    | TBA    | TBA    | A szállítások a tervek szerint 2025-től kezdődnek. |
| Boeing 787-8     | —            | 20         | TBA    | TBA    | TBA    | TBA    | TBA    | A szállítások a tervek szerint 2025-től kezdődnek. |
| Boeing 787-10    | —            | 15         | TBA    | TBA    | TBA    | TBA    | TBA    | A szállítások a tervek szerint 2025-től kezdődnek. |
| Összesen         | 249          | 305        |        |        |        |        |        | |

## Festés

### Jelenlegi festés (1999–jelen)
A jelenlegi festést, amely a függőleges vezérsíkon az Egyesült Arab Emírségek zászlaját, a törzsön pedig fehér színt és a felső törzsre festett aranyszínű "Emirates" feliratot tartalmazza, 1999 novemberében vezették be a Boeing 777-300-as típuson és az összes Airbus A330/A340-es repülőgépen, amelyeket 1999 novemberétől szállítottak le. A festés nem sokkal később, 2000-ben jelent meg az Emirates flotta többi repülőgépén, és 2005-re az Emirates az összes repülőgépet átfestette a jelenlegi brandre. A jelenlegi festésen is megmaradt az arab cégnév, de a betűméret kisebb, mint a régi festésen. Az Emirates arab nyelvű logója minden hajtóművön aranyszínűre van festve.

### Korábbi festés (1985-2005)
Az Emirates korábbi festése hasonló volt a jelenlegihez, azzal a különbséggel, hogy az "Emirates" cégnév más betűtípussal volt írva; viszonylag kisebb volt, az ablakok tetején helyezkedett el; és a cég arab nyelvű neve követte. A régi festést viselő összes repülőgépet vagy átfestették, vagy kivonták a forgalomból. A régi festést 2005-re vezették ki, amikor az utolsó régi festést viselő repülőgépet (egy Airbus A310-300-as) átfestették a jelenlegi festésre.

## Szolgáltatások

### Kabin

#### First Class

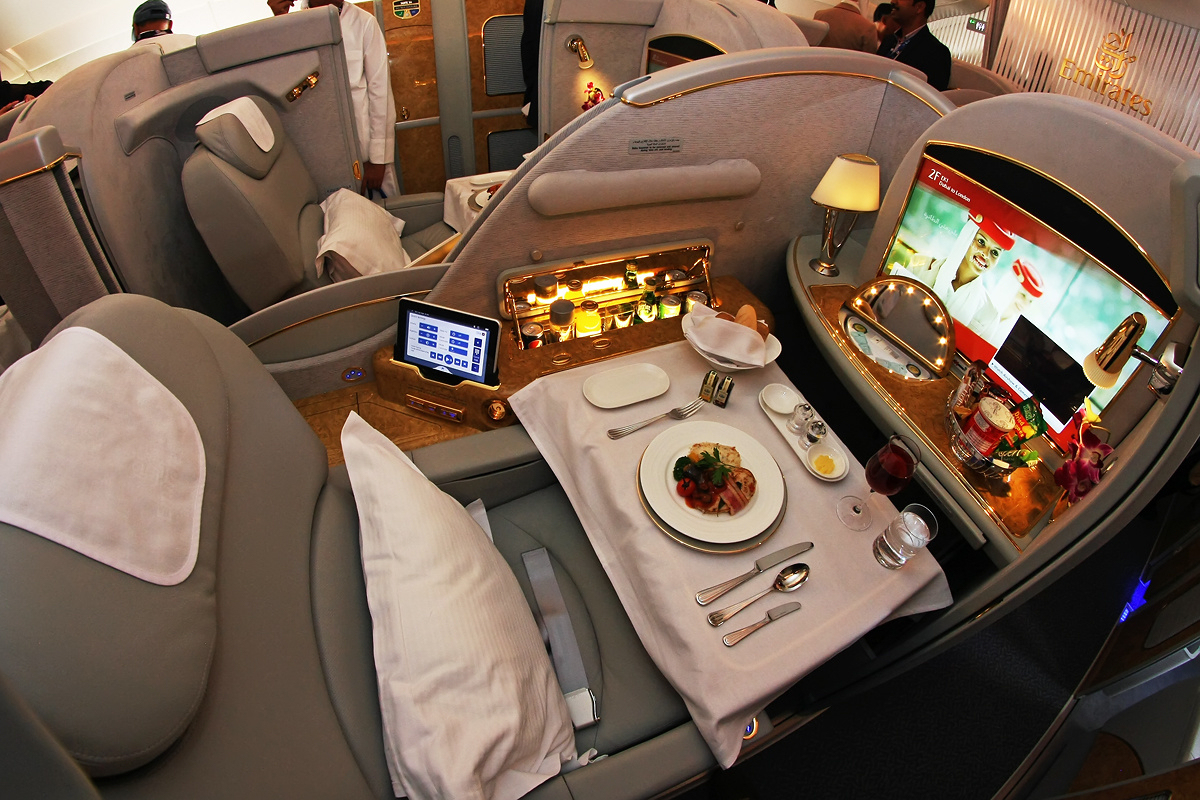
Első osztályú privát lakosztályok az Emirates A380-as repülőgépén

Az egyik típus a teljesen zárt, padlótól a mennyezetig érő ajtóval rendelkező, úgynevezett suite. A másik a privát suite, amelynek ajtajai záródnak, de nem érnek a mennyezetig. Mindkét ülésfajtán záródó ajtók biztosítják a privátszférát, minibárral, kabáttartóval és tárolóhelyiséggel. A suite tartalmazza az ICE rendszert egy 58 cm-es LCD képernyőn, a teljesen zárt lakosztályokban pedig egy 32 hüvelyk (81 cm) széles képernyőn látható. Az ülés 2 méter hosszú, teljesen sík ággyá alakítható. A privát suite elérhető az összes háromosztályos Airbus A380 és a háromosztályos Boeing 777-300ER repülőgépeken. A teljesen zárt lakosztályok az újonnan átadott Boeing 777-300ER típusú repülőgépeken állnak rendelkezésre.
Az újonnan átadott Airbus A380-800-as repülőgépen az első osztályon privát lakosztályok, két zuhanyzóval felszerelt mosdó és spa részleg található, valamint az első/business osztály bárrészéhez és társalgójához való hozzáférés biztosított. A prémium osztályú ülések az A380-800-as repülőgépek teljes felső fedélzetén találhatók.
Az Emirates 2017. november 12-én vezette be Boeing 777-300ER flottájának új első osztályú kabinját, az első járat pedig 2017. december 1-jén indult Brüsszelbe és Genfbe. Az új első osztályon hat lakosztályt alakítottak ki 1-1-1 elrendezésben. A középső lakosztályok virtuális ablakokkal rendelkeznek, amelyek valós időben vetítenek élő képet a repülőgép külsejéről. Minden középső lakosztály három virtuális ablakkal van felszerelve, amelyek nagy felbontású LCD képernyők, amelyek a repülőgép mindkét oldalán lévő HD kamerák segítségével valós idejű képeket közvetítenek. A kényelmi felszerelések közé tartozik a szórakoztató képernyő két oldalán elhelyezett két minibár, egy 13 hüvelykes, előlapi kamerával ellátott táblagép, amelyen keresztül kommunikálni lehet a kabinszemélyzettel és szobaszervizt rendelni, valamint egy panel, amely a lakosztályon belüli világítást és hőmérsékletet szabályozza. Az Emirates a Mercedes-Benz-szel együttműködve egy új ülést is bevezetett, amely egy új, nullgravitációs pozícióval rendelkezik.

#### Business Class

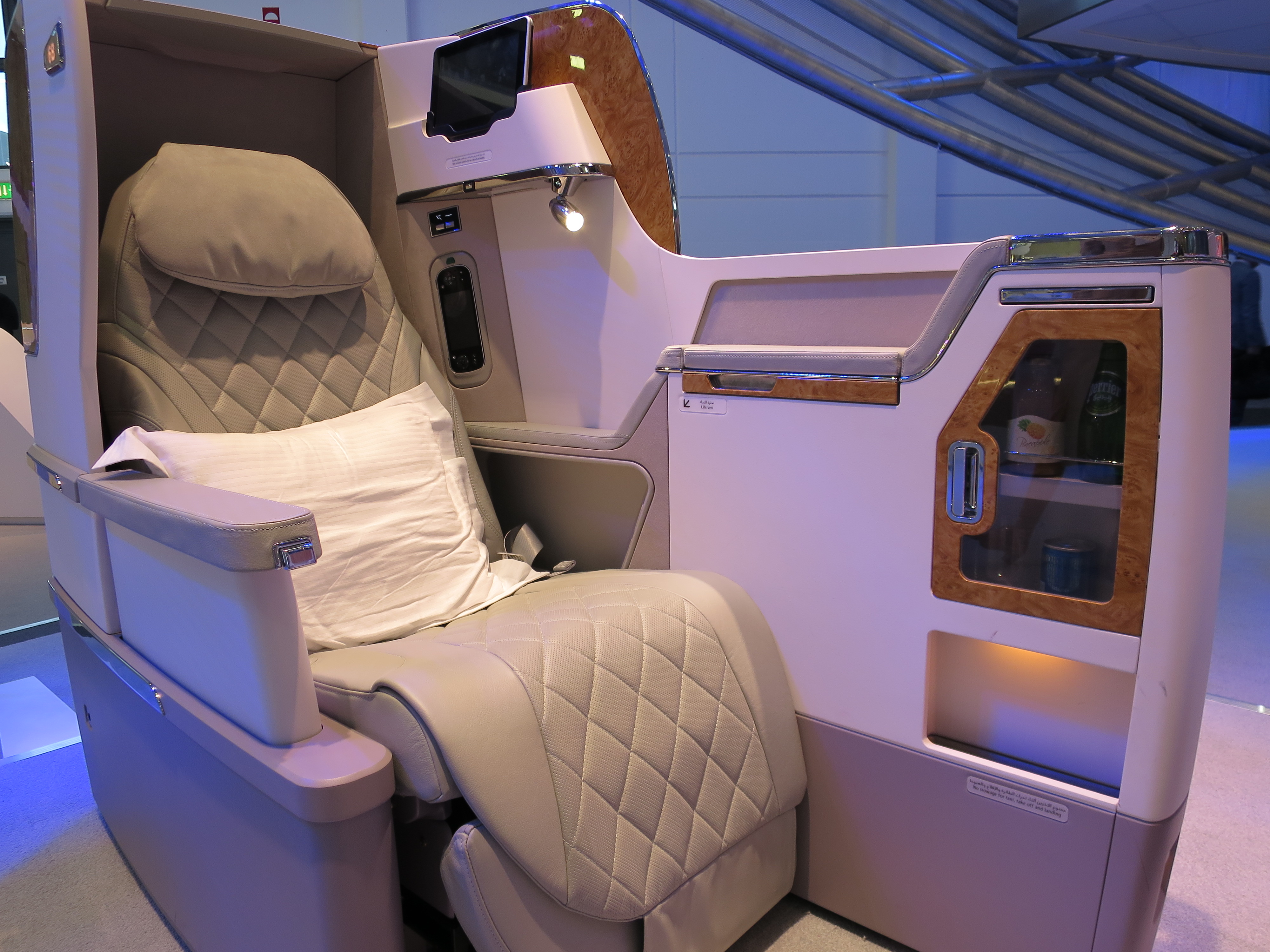
Az Emirates business osztályú ülése a Boeing 777-es repülőgépen

A Boeing 777-200LR és a Boeing 777-300ER repülőgépeken a business osztályon 1,5 méteres ülésszélességgel rendelkező ülések találhatók, amelyek 2 méteres, döntött fekvőhelyekre állíthatók. A kényelmi funkciók közé tartozik a masszázsfunkció, az elválasztófal, a hat irányban mozgatható fejtámla, két egyedi olvasólámpa és ülésenként egy felső világítás, az ülésen belüli áramellátás, USB-portok és RCA csatlakozó a laptop csatlakoztatásához, valamint több mint 600 szórakoztató csatorna az ICE-n, amelyek egy 23 hüvelyk (58 cm) széles HD TV-képernyőn jelennek meg.
Az Airbus A380-800-as repülőgépeken az ülések teljesen sík ággyá dönthetők, és személyes minibárral vannak felszerelve. Az Emirates A380-as gépén a business osztályú ülések fele 23 cm-rel rövidebb, mint a többi, mindössze 1,8 m hosszú. A business osztály utasai a repülőgép hátsó részében található fedélzeti bárhoz is hozzáférhetnek.

#### Premium Economy Class
Jelenleg az Emirates flottájában csak hat Airbus A380-as repülőgépen van prémium turistaosztály; a kabin bevezetését az Emirates első Boeing 777X repülőgépének átadásával egy időben (2025 körül) tervezik. Ezeket az üléseket a légitársaság Boeing 777-300ER típusú repülőgépeire is felszerelik majd. 2020 decemberében Tim Clark, az Emirates vezérigazgatója hivatalosan is bejelentette, hogy a prémium economy kabinok Recaro PL3530 ülésekkel lesznek felszerelve. Az Emirates egy új, 2022 végén induló utólagos átalakítási programot is bevezetett; a program végére 52 Airbus A380-ast és 53 Boeing 777-est szerelnek fel prémium economy osztállyal.

#### Economy Class

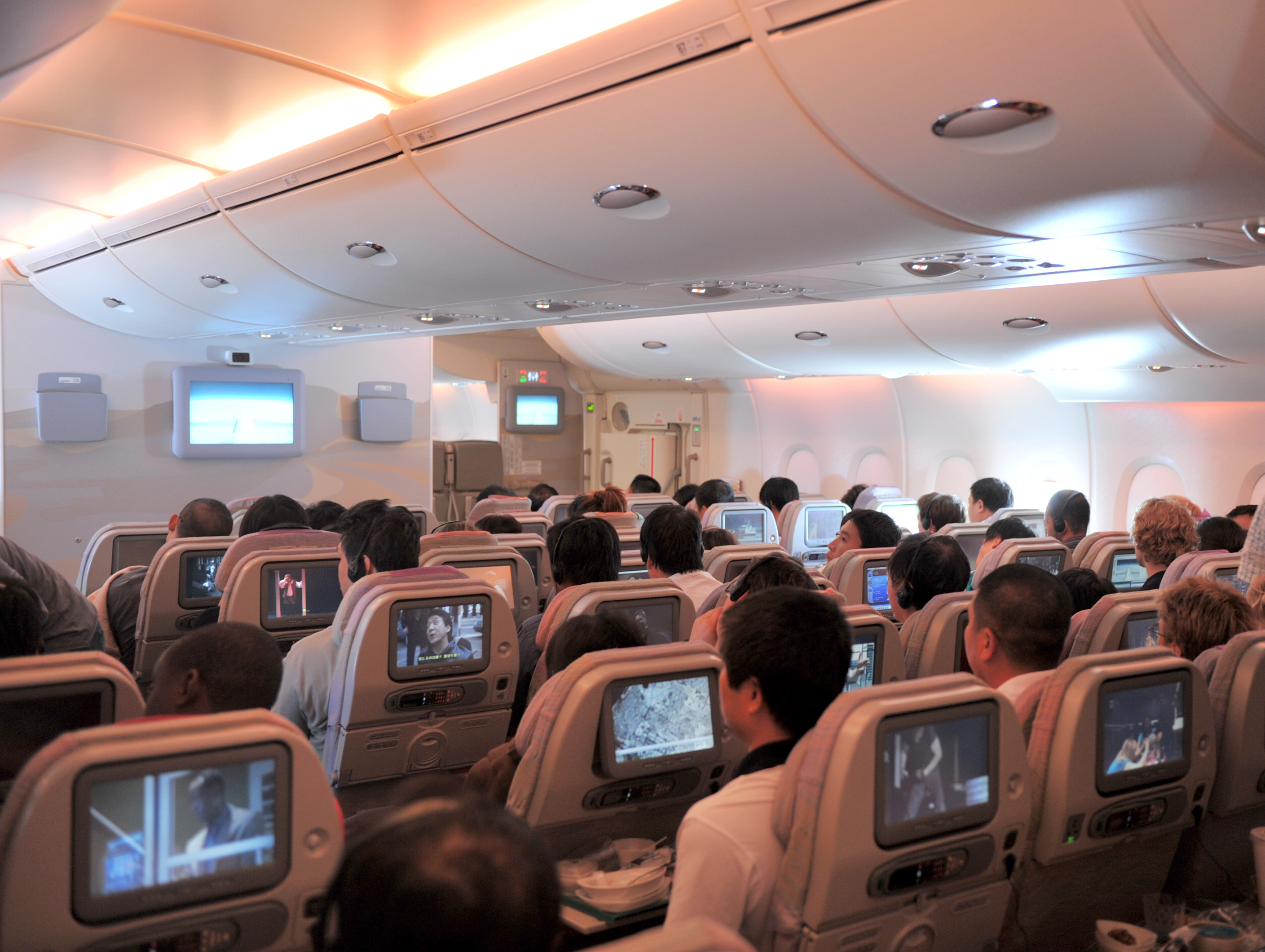
Az Emirates turistaosztályú kabinja

Az Emirates turistaosztályán az Airbus repülőgépeken 79-81 centiméteres (31-32 hüvelykes), a Boeing repülőgépeken pedig 86 cm-es (34 hüvelykes) ülésközöket kínálnak, szabványos ülésszélességgel (kivéve a Boeing 777-es flottát). Az Emirates Boeing 777-es flottáján soronként 10 ülőhely van. Az ülés állítható fejtámlákkal, 3000 csatornás ICE fedélzeti szórakoztató rendszerrel, valamint az újabb repülőgépeken az ülésen lévő laptopok hálózati csatlakozóival, a régebbi repülőgépeken pedig a konyhákban lévő laptop-töltési lehetőségekkel rendelkezik. Az A380-as turistaosztályú üléseken tovább dönthető az ülés a más típusokhoz képest.

### Catering
Az Emirates Dubajból induló járatain az étkeztetést az Emirates Flight Catering biztosítja, amely a világ egyik legnagyobb légitársasági étkeztetési létesítményét működteti. Az Emirates minden osztályban speciális étkezési lehetőségeket is kínál, amelyek az életkor, az étkezési korlátozások és preferenciák, valamint a vallási előírások alapján választhatók. A különleges ételeket előre, legalább 24 órával a járat indulási ideje előtt kell megrendelni. Minden ételt azonban a Halal étkezési irányelvek szerint készítenek. 2018 júniusában az Emirates 40 millió dolláros közös megállapodást kötött a kaliforniai Oaklandben működő Crop One Holdings vállalattal a világ legnagyobb hidroponikus termesztő létesítményének megépítésére és fenntartására. A közel 150 000 négyzetméteres fedett, vertikális farmon naponta körülbelül 3 tonna levélzöldség napi hozamát biztosítja majd minden járat számára.

### ICE

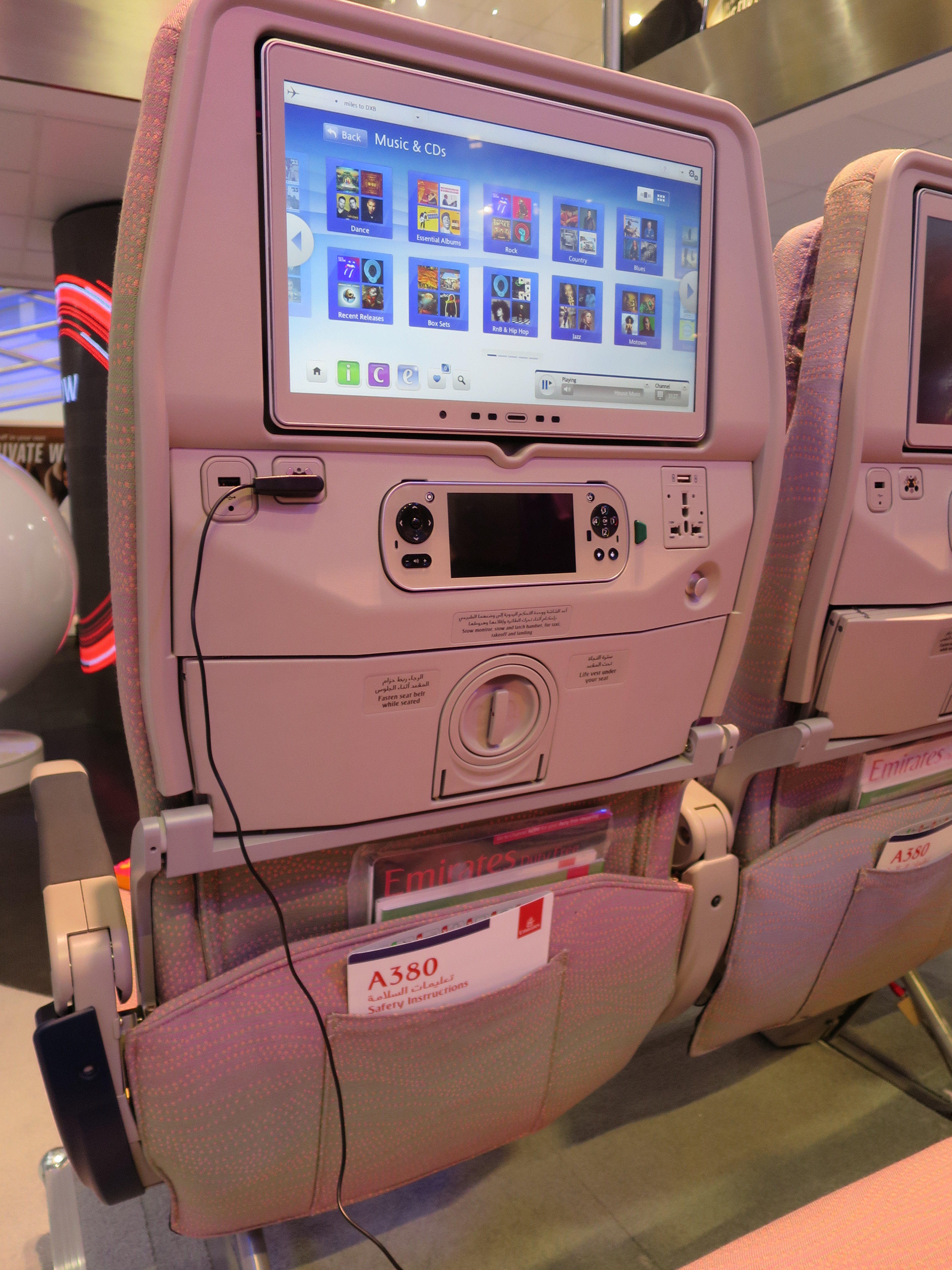
Az Emirates turistaosztályon az ICE (információ, kommunikáció és szórakoztatás) fedélzeti szórakoztató rendszerrel felszerelt ülése.

Az ICE (információ, kommunikáció, szórakoztatás (angolul: information, communication, entertainment) az Emirates által üzemeltetett fedélzeti szórakoztató rendszer.
A 2003-ban bevezetett ICE minden új repülőgépen elérhető, és ma már 4000 csatornát kínál (a legtöbb járaton) minden utas számára. Az ICE a légitársaság Airbus A380-800-as, Boeing 777-200LR és Boeing 777-300ER típusain mind megtalálható.
2007 júliusában az Emirates bevezette az ICE Digital Widescreen-t, az ICE frissített változatát. Ez több mint 1200 válogatott szórakoztató csatornát kínált, amelyek minden utas számára elérhetőek voltak. Az ICE Digital Widescreen minden új repülőgépen elérhető.
2015-ben az Emirates frissítette ICE-rendszerét az új eX3 rendszerre, amely olyan új fejlesztéseket tartalmaz, amelyek javították az utasok élményét, például több kezelőszervvel ellátott kézibeszélőt, nagyobb képernyőket, új aljzatokat, mintegy 3500 film-, tévéműsor-, zene- és játékcsatornát, igény szerint és több nyelven, új ICE-funkciókat, például Voyager-alkalmazást, Bluetooth-hanglejátszést és személyes videolejátszást. Mindezt a 2009-es B777-es és A380-as továbbfejlesztett repülőgépekre szerelik, valamint a légitársaságnak átadásra kerülő új repülőgépekre is beszerelik.
Az Emirates szerint az ICE több díjat kapott a fedélzeti szórakoztatásért, mint bármely más légitársaság a világon.

#### Információ
A rendszer a Panasonic Avionics Corporation 3000i rendszerén alapul. Az ICE közvetlen adatkapcsolatot biztosít az utasok számára a BBC News-hoz. Az ICE az első olyan IFE-rendszer, amely közvetlenül kapcsolódik az automatikus hírfrissítésekhez. Ezt egészíti ki az ICE a Rockwell Collins Airshow Moving Map szoftverével. A repülőgépen elhelyezett külső kamerákat bármely utas megtekintheti az IFE rendszeren keresztül felszállás, utazás és leszállás közben. Az Emirates volt az egyik első légitársaság, amely az Inmarsat műholdas rendszerének telepítésével a Singapore Airlines mellett nagy sebességű, fedélzeti internetszolgáltatást vezetett be, és a világon a második légitársaság, amely ugyanezen rendszer segítségével élő nemzetközi televíziós közvetítéseket kínál.

#### Kommunikáció
Az ICE csatlakozással rendelkezik egy fedélzeti e-mail szerverhez, amely lehetővé teszi az utasok számára, hogy üzenetenként 1 USD-ért hozzáférjenek, e-maileket küldjenek vagy fogadjanak. Az ICE támogatja az ülések közötti csevegőszolgáltatást is. 2006 novemberében a légitársaság szerződést kötött az AeroMobile mobilkommunikációs céggel, hogy lehetővé tegye a mobiltelefonok használatát a földön tartózkodó személyek hívására vagy sms küldésére a fedélzeten. A szolgáltatást először 2008 márciusában vezették be.

#### Szórakoztatás
Az ICE rendszer filmeket, zenét és videojátékokat tartalmaz. Az ICE több mint 600 filmet, több mint 2000 videót és előre felvett televíziós csatornát, több mint 1000 órányi zenét és több mint 100 videojátékot kínál. Az ICE több mint 40 nyelven érhető el, többek között angolul, franciául, németül, oroszul, spanyolul, arabul, kínaiul, hindiül, urduul, perzsául, koreaiul, tamilul, thaiul, hollandul, svédül, olaszul és japánul. 2003 óta az összes szórakozási lehetőség igény szerint elérhető minden osztály számára, szüneteltetési, előre- és visszatekerési lehetőséggel.
Az Emirates 2007 közepén kezdett dokkolási lehetőséget kínálni az Apple Inc. iPod hordozható zene- és videólejátszójához. Ez lehetővé teszi a készülék akkumulátorának feltöltését, és integrálható az Emirates fedélzeti szórakoztató rendszerébe (IFE). Az IFE-rendszer képes az iPod-on tárolt zenét, televíziós műsorokat vagy filmeket lejátszani, és vezérlőrendszerként is funkcionál.

### Földi szolgáltatások
Az utasok az indulás előtt 2–24 órával végezhetik el az utasfelvételt a Dubaji nemzetközi repülőtéren, valamint a dubaji metró egyes állomásain. Az Emirates valamennyi járata kizárólag a dubaji nemzetközi repülőtér 3-as termináljáról közlekedik.

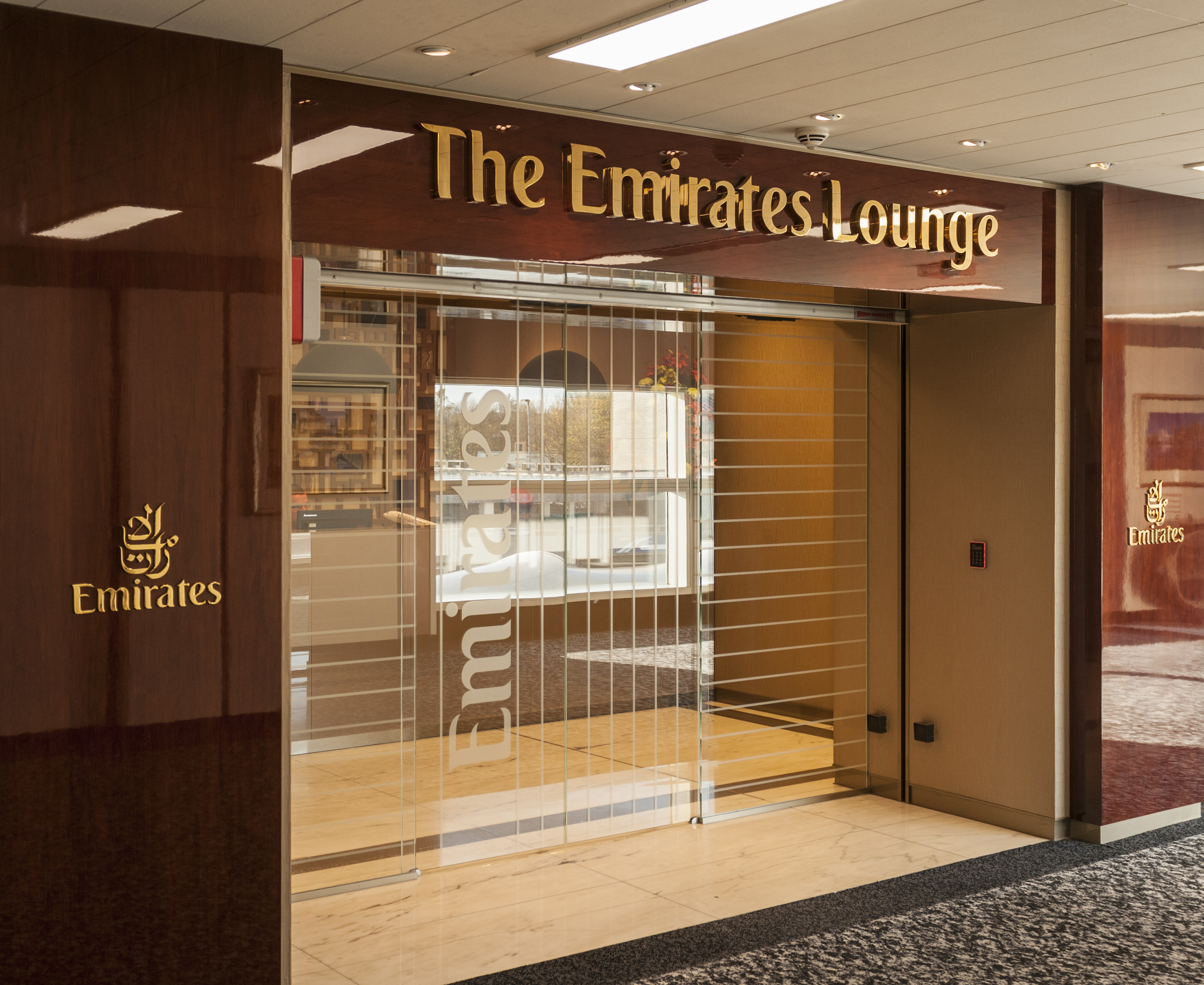
Az Emirates utasvárója a glasgow-i repülőtéren

### Utasvárók
Az első és business osztályon utazók, valamint a Skywards Platinum és Gold tagok 32 városban 33 Emirates utasváróba kapnak belépést. A Skywards Silver tagok csak a dubaji repülőtér váróit használhatják. Azokon a repülőtereken, ahol az Emirates nem üzemeltet indulási várót, az első és business osztályon utazók, valamint a Skywards Platinum és Gold tagok számára általában egy harmadik fél által üzemeltetett utasvárót biztosítanak.

### Sofőrszolgálat
A business és első osztályú utasok számára több mint 75 városban ingyenes reptéri transzfer áll rendelkezésre.
Dubaiban az Emirates az új BMW 5-ös sorozatú Touring gépkocsit használja a business osztály utasainak, és a Mercedes-Benz S-osztályú szedánt az első osztály utasainak.
Más országokban a jármű típusa a helytől és a légitársasággal szerződött szolgáltatótól függően változik.

## Üzleti modell
Az európai és ausztrál hálózatban működő hagyományos légitársaságok, azaz az Air France-KLM, a British Airways, a Lufthansa és a Qantas komoly fenyegetésnek tekintik az Emirates stratégiai döntését, hogy globális légitársaságként pozícionálja magát, mivel lehetővé teszi a légi utasok számára, hogy az Európa/Észak-Amerika és Ázsia/Ausztrália közötti útjuk során megkerüljék a hagyományos légiközlekedési csomópontokat, például London-Heathrow-t, Párizs-CDG-t, illetve Frankfurtot, és Dubajban szálljanak át. Ezek a légitársaságok emellett nehezen tudnak megbirkózni az Emirates által az üzletükre jelentett növekvő versenyfenyegetéssel, mivel jóval magasabb a költségalapjuk.
Ezek közül néhány légitársaság, nevezetesen az Air France és a Qantas, azzal vádolta az Emirates-et, hogy rejtett állami támogatásban részesül, és hogy túlságosan szoros kapcsolatot tart fenn a dubaji repülőtéri hatósággal és a légiközlekedési hatósággal, amelyek szintén teljes egészében állami tulajdonban vannak, és ugyanaz a kormánytulajdonosuk, mint a légitársaságnak. A Qantas elnöke azt állította, hogy az Emirates a piaci kamatlábak alá tudja csökkenteni hitelfelvételi költségeit, ha kihasználja állami részvényesei szuverén hitelfelvevői státuszát. Az Emirates elnöke nem ért egyet ezzel, és az Egyesült Államok légitársaságainak csődvédelmére is úgy hivatkozott, mint az állami segítség kézzelfogható formájára. A légitársaság rendszeresen nyereséget termel. 2016-ban az American Airlines, a Delta Airlines és a United Airlines hasonló állításokat tett, valamint azt állította, hogy az Emirates megsérti a nyílt égboltot.
2010 májusában az Emirates vezetői cáfolták azokat az állításokat, amelyek szerint a légitársaság nem fizet adót, és jelentős pénzügyi támogatást kap a dubaji kormánytól. Azt állították, hogy a légitársaság a megalapítása óta eltelt 25 évben 80 millió dollárt kapott készpénzben és természetben, és ez lényegesen alacsonyabb, mint amit más nemzeti légitársaságok kaptak. Maurice Flanagan azt is állította, hogy az Emiratesnek 2009-ben mintegy 600 millió dollárnyi szociális költsége keletkezett, és ez magában foglalja a Dubai városának fizetett kommunális adókat is. A légitársaság 2010-ben 956 millió AED (260 millió dollár) osztalékot is fizetett, szemben a 2009-es 2,9 milliárd AED (793 millió dollár) osztalékkal, és minden évben legalább 100 millió dollár osztalékot kapott a kormány.
Az Emiratesnek más közel-keleti légitársaságok, elsősorban a Qatar Airways és az Abu Dhabi székhelyű Etihad Airways is konkurenciát jelent.
2021. június 15-én az Emirates 5,5 milliárd dolláros veszteséget jelentett be a 2020-21-es évre, mivel a bevételek több mint 66%-kal csökkentek a koronavírus-járvány által kiváltott globális utazási korlátozások miatt. Több mint három évtizede ez az első alkalom, hogy a dubaji székhelyű légitársaság anyavállalata nem termelt nyereséget.

## Balesetek és incidensek
Az Emirates több repülőgépes balesetet is elszenvedett (ezek egyike sem követelt halálos áldozatot az utasok vagy a személyzet részéről).
- 2004. április 9-én az Emirates 764-es járata, egy Johannesburgból Dubajba közlekedő Airbus A340-300-as repülőgép súlyos károkat szenvedett felszállás közben, amikor túlfutott a 03L futópályán, nekicsapódott a 21R futópálya megközelítési lámpáinak, és négy gumiabroncs kiszakadt, ami törmeléket dobott a repülőgép különböző részeire, és végül megrongálta a szárnyhajtóművet. Ezáltal a fékszárnyak a felszállási helyzetben mozdíthatatlanná váltak. A repülőgép visszatért kényszerleszállásra, amely során a sérülés következtében a normál fékrendszer meghibásodott. A repülőgépet a 3400 méteres kifutópálya végétől mindössze 250 méterre (820 láb) állították meg a fordított tolóerő és az alternatív fékrendszer segítségével.[218][219] A dél-afrikai nyomozók jelentésükben megállapították, hogy a kapitány rossz felszállási technikát alkalmazott, és bírálták az Emirates képzési és beosztási gyakorlatát.[220]
- 2009. március 20-án az Emirates 407-es járata, az A6-ERG lajstromjelű Airbus A340-500-as, Melbourne-ből Dubajba tartó járata nem tudott megfelelően felszállni a melbourne-i repülőtéren, és a kifutópálya végén több szerkezetnek is nekicsapódott, mielőtt végül elég magasra emelkedett ahhoz, hogy visszatérjen a repülőtérre és biztonságosan leszálljon. Sérülés nem történt, de az eset elég súlyos volt ahhoz, hogy az Ausztrál Közlekedésbiztonsági Hivatal balesetnek minősítse.[221]
- 2016. augusztus 3-án helyi idő szerint 12:44-kor az Emirates 521-es járata, az A6-EMW lajstromjelű Boeing 777-300-as, Trivandrum nemzetközi repülőtérről érkező járata landolás közben balesetet szenvedett és kigyulladt a dubaji nemzetközi repülőtéren. A fedélzeten tartózkodó mind a 282 utas és a 18 fős személyzet túlélte a balesetet, néhányan könnyebb sérüléseket szenvedtek.[222][223] Egy repülőtéri tűzoltó azonban meghalt a tűz oltásakor.[224] A repülőgép a tűzben megsemmisült. Az 521-es járat jelenleg az Emirates történetének első és egyetlen olyan vesztesége, ahol a repülőgép menthetetlenné vált.
- 2020. április 13-án az Emirates A6-EBR lajstromjelű Boeing 777-300ER típusú repülőgépe összeütközött a Dubai Nemzetközi Repülőtéren a British Airways guruló Airbus A350-esével. Sérültekről nem érkezett jelentés, és mindkét repülőgép minimális károkat szenvedett.[225]
- 2021. december 20-án az Emirates 231-es járata, egy A6-EQI lajstromjelű Boeing 777-300ER indult a dubaji nemzetközi repülőtérről Washington Dulles felé. A repülőgép felszállás közben túlfutott a kifutópályán, és mindössze 75 láb (23 m) magasságban repült át a repülőtér közelében található házak felett.[226][227][228] A repülőgép nem sérült meg, és nem történt sérülés se.[229]